# Geschichte Syriens
Die Geschichte Syriens umfasst die Entwicklungen auf dem Gebiet der Syrischen Arabischen Republik von der Urgeschichte bis zur Gegenwart. Sie setzt mit den ältesten Spuren von Homininen ein, die vor fast 1,8 Millionen Jahren in der Syrischen Wüste lebten.

## Überblick
Eine kontinuierliche Besiedlung fand wahrscheinlich erst sehr viel später statt, spätestens jedoch vor mehr als 600.000 Jahren, als der afrikanische Homo erectus sich über die Alte Welt auszubreiten begann, und dessen ältestes Fossil in Syrien etwa 450.000 Jahre alt ist. Dieser entwickelte sich in Europa und Westasien zum Neandertaler, in Afrika vor mindestens 300.000 Jahren zum anatomisch modernen Menschen (Homo sapiens). Beide trafen, wie u. a. Funde in Israel nahelegen, vor 150.000 Jahren in der Levante aufeinander, wobei die heute lebenden Nachfahren dieser Jägergruppen bis heute geringe Mengen an Neandertaler-Erbgut in sich tragen. In der Höhle von Dederiyeh fanden sich die bedeutendsten Neandertalerüberreste des Landes. Die Zugewanderten brachten offenbar jeweils neue Geräte und neue Jagdtechniken mit. Eine Art Klebetechnik erlaubte zudem spätestens vor 70.000 Jahren den allgegenwärtigen Einsatz von Kompositwerkzeugen. Außerdem entwickelten sich regionale Kulturen, weshalb das Gebiet des heutigen Syrien mit zu den ältesten Kulturwiegen der Welt gehört. Das älteste Fossil unserer unmittelbaren Vorfahren ist über 40.000 Jahre alt.
Der Übergang vom Jagen, Sammeln und Fischen zur produzierenden Lebensweise war in der nördlichen Levante, im Gegensatz zum übrigen Mittelmeerraum, keinem Zuwanderungsprozess geschuldet, sondern einem lokalen Vorgang der indigenen Bevölkerungsgruppen, der sich über einen sehr viel längeren Zeitraum erstreckte. Eine frühestbäuerliche Kultur lässt sich bereits im 11. Jahrtausend v. Chr. fassen, wobei der dorthin führende, überaus komplexe Prozess mehrere Jahrtausende früher einsetzte. In diese Zeit, und zwar sowohl vor als auch nach der Entstehung erster bäuerlicher Kulturen, entstanden Monumentalwerke, darunter im 11. Jahrtausend eine erste Stadtbefestigung und mit ihr der älteste Turm der Welt.
Während man früher glaubte, zur bäuerlichen Kultur gehöre auch von Anfang an die Herstellung von Ton- oder Keramikgefäßen, so erwies sich, dass bereits zwischen 15.000 und 13.000 v. Chr. in Ostasien und in Afrika um 9000 v. Chr. Jäger und Sammler derlei Gefäße herstellten. In Westasien setzte diese jedoch erst nach 7000 v. Chr. ein, als die bäuerlichen Kulturen längst stadtartige Siedlungen hervorgebracht hatten. Schon die Hassuna-Kultur entwickelte Ansätze administrativer Tätigkeit. Die Zucht von Schweinen und Rindern, Schafen und Ziegen gesellte sich zunehmend zur pflanzlichen Kost, während die Jagd auf Gazellen, Onager, Wildschweine, aber auch Hasen an Bedeutung verlor. Die Siedlungen wurden deutlich größer, schließlich entstanden erste Stadtstaaten. Doch kam es Ende des 3. Jahrtausends zu einer Siedlungsunterbrechung, vermutlich durch Vieh-Nomaden, die sich bestimmten Naturräumen sehr viel besser anpassen konnten, als Bauern. Spätestens mit Ebla entstand um 2400 bis 2250 v. Chr. eine Stadt von 56 ha Fläche, die zu erheblichen Teilen vom Handel mit Schafwolle lebte, aber auch von anderen weiträumig gehandelten Produkten. Hauptkonkurrentin wurde Mari am Euphrat. Die mesopotamischen Großreiche Akkad und Alt-Assyrien, aber auch die Hethiter und das Neue Reich der Ägypter griffen immer wieder militärisch in Syrien ein, wo mit den Mittani ein eigenes Großreich entstand. In den weniger von den Nachbarreichen dominierten Phasen blühte eine Reihe von Stadtstaaten.
Die Eroberungen der Seevölker veränderten die regionalen Machtverhältnisse nach 1200 v. Chr. brachial, verstärkt durch die in der arabischen Wüste beginnende Völkerwanderung der Aramäer. Sie profitierten von der Domestizierung des Kamels ab etwa 1300 v. Chr., das auch dort als Reit- und Transporttier eingesetzt werden konnte, wo Pferde nicht leben konnten. Zugleich kam es zu einer Wiedergeburt der Stadtstaatenwelt. Erst mit dem Assyrerreich, das im 9. und 8. Jahrhundert v. Chr. nach Syrien expandierte, wurde die Region wieder Teil eines Großreiches. Trotz heftiger Gegenwehr unterwarf das Neubabylonische Reich die Region, dem das Perserreich folgte, dann, nach der Eroberung durch Alexander den Großen, die Seleukiden, schließlich die Römer.
Das Aramäische wurde zur lingua franca des Nahen Ostens, unter den Seleukiden erhielt das Griechische große Bedeutung, während das Lateinische sich nicht dauerhaft durchsetzen konnte. Umgekehrt kam es zu einer von Syrien ausgehenden „Orientalisierung“ des Römerreichs, die bis zum Versuch einer entsprechenden Staatsreligion reichte. In diesem verengten Sinne ist die Christianisierung des Reiches, das den gesamten Mittelmeerraum umfasste, Teil eines früher einsetzenden Prozesses, aus dem sich die neue Religion allerdings zu lösen verstand. Sie wurde Ende des 4. Jahrhunderts zur Staatsreligion. Doch kam es über theologische Fragen zu heftigen Auseinandersetzungen. Dabei wiederum spielte die Levante, die schon sehr früh christianisiert worden war, eine wichtige Rolle, denn die dort vorherrschenden Lehren standen im Widerstreit zu denen von den Kaisern bevorzugten und durch Kirchenkonzile gefestigten Beschlüssen.
Zugleich schlossen sich die arabischen Stämme, die mit Persien bzw. Ostrom noch im Bündnis gestanden hatten – vor allem während des Überlebenskampfes zwischen den beiden Großreichen zwischen 592 und 628 –, zu Verfechtern der Lehre Mohammeds, dessen Anhänger im Laufe der ersten Hälfte des 7. Jahrhunderts auch Syrien eroberten. Bald wurde Damaskus zum Sitz der Kalifen und zur Hauptstadt eines schnell expandierenden Reiches, doch stürzte diese Dynastie eine konservative Revolution unter Führung der Abbasiden. Infolgedessen büßte die Stadt ab 744 ihre zentrale Rolle im Riesenreich zwischen Atlantik und Indus zugunsten von Bagdad ein. Schon nach wenigen Jahrzehnten setzte sich die arabische Sprache durch, weite Teile der Bevölkerung wurden islamisiert, partiell durch erhebliche Zuwanderung.
Doch dieses Reich zerfiel im Laufe des 9. Jahrhunderts, zudem gelang es schiitischen Gruppen auch in Nordafrika, und von da in Ägypten und in der Levante Fuß zu fassen. Mit den Hamdaniden, die immer wieder versuchten, auch Bagdad zu dominieren, beherrschte nach langer Zeit wieder eine lokal gebundene Dynastie den Norden von Syrien und des Iraks. Doch bald geriet die Region in den Konflikt zwischen schiitischen Fatimiden und sunnitischen Seldschuken sowie dem orthodoxen Byzanz. Mit den Kreuzfahrern erreichte eine weitere religiöse Gruppe 1098 Syrien, die ihre anfänglichen militärischen Erfolge zu erheblichen Teilen der starken Machtzersplitterung zu verdanken hatte, die in der gesamten Levante bestand. So entstanden zeitweise vier Kreuzfahrerstaaten, allen voran das Königreich Jerusalem, sowie der schiitische Staat der Assassinen.
Es waren vor allem Abkömmlinge türkischer und kurdischer Gruppen, die als Militärsklaven in die arabischen Länder gelangten. Sie übernahmen später die Macht, und ihnen gelang es schließlich unter Saladin die Kreuzfahrerstaaten endgültig zu schwächen, auch wenn erst mehr als ein Jahrhundert später die letzte Festung geräumt werden musste. Die türkischen Mamluken Ägyptens schlugen 1260 nicht nur die Mongolen zurück, sondern sie eroberten auch ganz Syrien. Damit setzte aber zum Schutz vor einer erneuten Invasion durch christliche Mächte eine städtefeindliche Politik ein, die unter den Hafenstädten fast nur noch Beirut begünstigte. Mit dem Vordringen der Portugiesen in den Indischen Ozean verloren die Mamluken um 1507/09 ihr weitgehendes Handelsmonopol mit Indien, 1516 unterlagen sie den Osmanen, die das gesamte Reich 1516/17 eroberten. 1520/21 kam es zum Aufstand des Damaszener Statthalters Janbirdi al-Ghazālī, doch scheiterte er an Aleppo und wurde schließlich bei Damaskus besiegt, das schwer in Mitleidenschaft gezogen wurde.
Während wenige Familien in den vier bedeutenden Provinzhauptstädten Syriens, also in Damaskus, Aleppo, Tripolis und Sidon zu enormen Vermögen gelangten, geriet das flache Land immer mehr ins Hintertreffen. Doch waren Eingriffe in die Sozialstruktur, in regionale Sitten und Gebräuche weder gewollt noch durchsetzbar. Zudem folgten die lokalen Gruppen einer anderen Rechtsschule, als der von Konstantinopel entsandte oberste Richter. Das osmanische Steuerpachtsystem sorgte für eine weitere Entfremdung zwischen Zentrale und Peripherie. Zudem suchten religiöse Minderheiten nach 1600 zunehmend Schutz im Ausland, wie etwa die Drusen beim Herzogtum Toskana.
Endgültig erschüttert wurde die osmanische Herrschaft durch die Rückgewinnung der Macht in Ägypten durch die Mamluken, eine Entwicklung, die durch den Versuch Napoleons im Jahr 1799 militärisch zu intervenieren, zunächst gebremst, dann aber durch die Herrschaft des Mamluken Muhammad Ali verstärkt wurde. Ohne Intervention der westeuropäischen Mächte in den Jahren 1839 bis 1841 wäre das Osmanenreich bereits zu diesem Zeitpunkt von dem albanischen Herrscher erobert worden.
Nun versuchte Konstantinopel im Wettlauf mit den entstehenden Industriemächten mitzuhalten, und so wurde Syrien vor allem zum Lieferanten von Rohstoffen und Nahrungsmitteln. Der soziale Druck gerade im ländlichen Bereich, nunmehr aber auch in den wachsenden Städten des noch dünn besiedelten Gebietes führte zu Aufständen gegen die Grundbesitzer, die sich, wie etwa im Bürgerkrieg im Libanongebirge mit ethnisch-religiösen Auseinandersetzungen verbanden, was 1860 in Damaskus zu einem Massaker an den dortigen Christen führte. Gegen Ende des 19. Jahrhunderts kam es zu Verwaltungsreformen, zur Militarisierung der Gesellschaft, zu großangelegten Investitionen in den Grundbesitz und zur Entwicklung eines Bankensystems, aber auch zu einer Verschärfung des türkischen Nationalismus', der sich im Ersten Weltkrieg in Form von Völkermorden gegen Armenier, aber auch Assyrer und Aramäer richtete. Zugleich machten die Kolonialmächte Großbritannien und Frankreich den Arabern Zusagen für einen unabhängigen Staat, sagten aber zugleich einen solchen den jüdischen Siedlern zu. Am Ende des Krieges wurde Frankreich ein Mandat über Syrien durch Völkerbund zugesprochen.
Während dieser Zeit verstärkte sich die Zuordnung der Individuen zu ethnisch-religiösen Gruppen, die Paris zudem als Grundmuster wahrnahm und dementsprechend alle Konflikte vor allem vor diesem Hintergrund deutete. So erhielten die Alawiten ein eigenes Gebiet, ebenso wie die Drusen, dann die Maroniten, wodurch die Abtrennung des Libanon als eigener Staat eine Begründung fand, und auch die Kurden verlangten ein eigenes Territorium.
Während des Zweiten Weltkriegs gelang es den Achsenmächten erst nach der Besetzung Frankreichs im Jahr 1940 verstärkt Einfluss zu nehmen. Das von Deutschland abhängige Vichy-Regime setzte sich zunächst in Syrien durch, doch Briten und Franzosen besetzten Syrien im Syrisch-Libanesischen Feldzug ab dem 8. Juni 1941. Damaskus fiel am 21. Juni fast kampflos, zumal dem Faschismus im Land beinahe jeder Rückhalt fehlte. Trotz Unabhängigkeitserklärung durch General Georges Catroux versuchte Paris das Mandat beizubehalten. Der Konflikt eskalierte gegen Kriegsende, so dass Damaskus bombardiert wurde. Erst die gemeinsame Intervention Großbritanniens und der USA zwang Paris, Syrien 1946 aufzugeben.
Die Staatsgründung Israels, gegen das Syrien an vier Kriegen teilnahm, und der Panarabismus unter Führung von Ägyptens Gamal Abdel Nasser, dazu eine laizistische Regierung, waren die dominierenden Themen der Nachkriegszeit vor dem Hintergrund des Kalten Krieges. Seit 1963 beherrscht die bis 2003 auch im Irak herrschende Baath-Partei das Land, die sich vielfach im Libanon einmischte, den sie als Teil Syriens betrachtet. Ab 1970 dominierte Hafiz al-Assad, der 1982 einen Islamistenaufstand niederschlug, und der sich an die Sowjetunion anlehnte, später Russland, seit 2000 sein Sohn Baschar al-Assad. Seit 2011 herrscht ein von zahlreichen Gruppen befeuerter Bürgerkrieg, in den sich schließlich auch Russland massiv einmischte, ebenso wie die USA und jüngst die Türkei.

## Urgeschichte

### Frühestes und Altpaläolithikum
Belegbar sind in Syrien sowohl das Früheste Paläolithikum, die vor 1,5 Millionen Jahren beginnende erste menschliche Besiedlungsphase, als auch das Altpaläolithikum (800.000 bis 350.000 Jahre vor heute), sowie das Mittelpaläolithikum (350.000 bis 50.000 Jahre), also die Zeit der Besiedlung durch Neandertaler.
Ausschließlich am Euphrat lassen sich die frühesten menschlichen Spuren nachweisen. Sie reichen zwischen 1,5 Millionen und 800.000 Jahre zurück. Bei den fünf entlang des Flusses entdeckten Fundstätten, die zwischen Raqqa und Deir ez-Zor liegen, handelt es sich um Maadan 1 und 5, Aïn Abu Jemaa, Aïn Tabous und Hamadine. Das Frühe Acheuléen, wie die zugehörige archäologische Kultur bezeichnet wird, hat sich ausschließlich in steinernen Artefakten niedergeschlagen.
Am Orontes (Rastan) fanden sich ausschließlich Artefakte, die jünger als etwa 800.000 Jahre sind, wahrscheinlich sogar jünger als 700.000 Jahre. Auch in der Wüste im Osten des Landes entdeckte man an der Fundstätte Umm el Tlel Artefakte, die vor etwa einer halben Million Jahren bearbeitet wurden. Diese Fundstätte gehört zum Fundkomplex El Kowm, dessen Artefakte bis zu eine Million Jahre zurückreichen könnten. Über das Mittlere Acheuleen im Raum Syriens ist wenig bekannt. Eine der bedeutenderen Fundstätten ist im Küstenbereich Berzine im Westen des Landes, eine weitere ist Gharmachi 1 am Orontes.
Menschliche Überreste sind, im Gegensatz zu den zahlreichen Steingeräten, die weniger vergänglich sind, äußerst selten. 1996 wurde ein auf 450.000 Jahre datiertes Schädelfragment von Homo erectus in Nadaouiyeh Aïn Askar entdeckt, einer Fundstätte, die gleichfalls zum Fundkomplex von El Kowm gehört.

### Mittelpaläolithikum
Im Mittelpaläolithikum lebten gleichzeitig Neandertaler und anatomisch moderne Menschen im Nahen Osten. Überreste, die dem Neandertaler zugeordnet werden konnten, fanden sich 1993 in der Höhle von Dederiyeh. Es handelte sich um den ersten Fund eines vollständigen Neandertalerskelettes in Syrien und zugleich um ein Kinderbegräbnis.
Da es in Afrika keine Neandertaler gab, sehr wohl aber in Europa, West- und Zentralasien, stellte sich die Frage, woher diese Neandertalerpopulation kam. Nach Ofer Bar-Yosef und Bernard Vandermeersch müssen sie aus Europa gekommen sein. Der Grund für die Wanderung könnte das glaziale Klima zwischen 115.000 und 65.000 v. Chr. gewesen sein, das europäische Neandertaler in den Nahen Osten vertrieb, wo sie auf den anatomisch modernen Menschen (Homo sapiens) stießen. Eine ähnlich unabhängige lithische Industrie wie das palästinische Amudien könnte das Humalien in Syrien darstellen.
Bei der Wanderung moderner Menschen Richtung Levante („Out of Africa“) gab es anscheinend zwei Höhepunkte, nämlich vor 130.000 und vor 80.000 Jahren. Die beiden Vorgänge wurden durch eine drastische Klimaveränderung voneinander getrennt. Dabei wird gelegentlich zwischen Out of Africa 2a und Out of Africa 2b unterschieden, wobei möglicherweise die ersten Auswanderer im Nahrungswettbewerb mit den Neandertalern unterlagen (oder aus sonstigen Gründen scheiterten), während die zweite Auswanderung gelang.
Als älteste, wenn auch zunächst umstrittene Figurine darf inzwischen die 230.000 Jahre alte Darstellung einer Frau gelten, die man in Benekhat Ram im Golangebiet fand. Die schematisierte Frauendarstellung, geringfügig weiterbearbeitet aus einem geeigneten Stein, galt gar als ältestes Kunstwerk der Welt.

### Neolithikum
Siedlungen aus dem PPNA stammen aus der Zeit, in der sich Ackerbau und Viehzucht langsam entwickelten. Die rechteckigen Häuser z. B. von Mureybit stammen aus der folgenden Epoche des PPNB, als sich die neolithische Lebensweise bereits durchgesetzt hatte, Keramik aber noch unbekannt war. Man benutzte Gefäße aus Gips, gebranntem Kalk (Vaiselles blanches) und Stein. Obsidian aus Anatolien weist auf frühe Handelsbeziehungen hin.

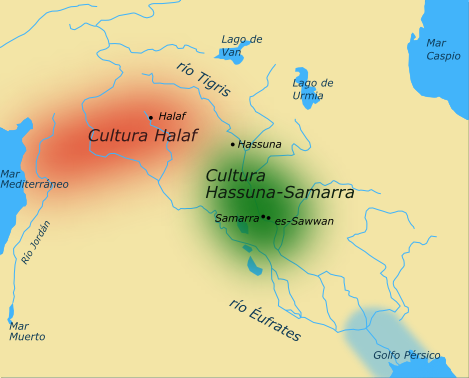
Ungefähre Verbreitung der Halaf- und der Hassuna-Samarra-Kultur

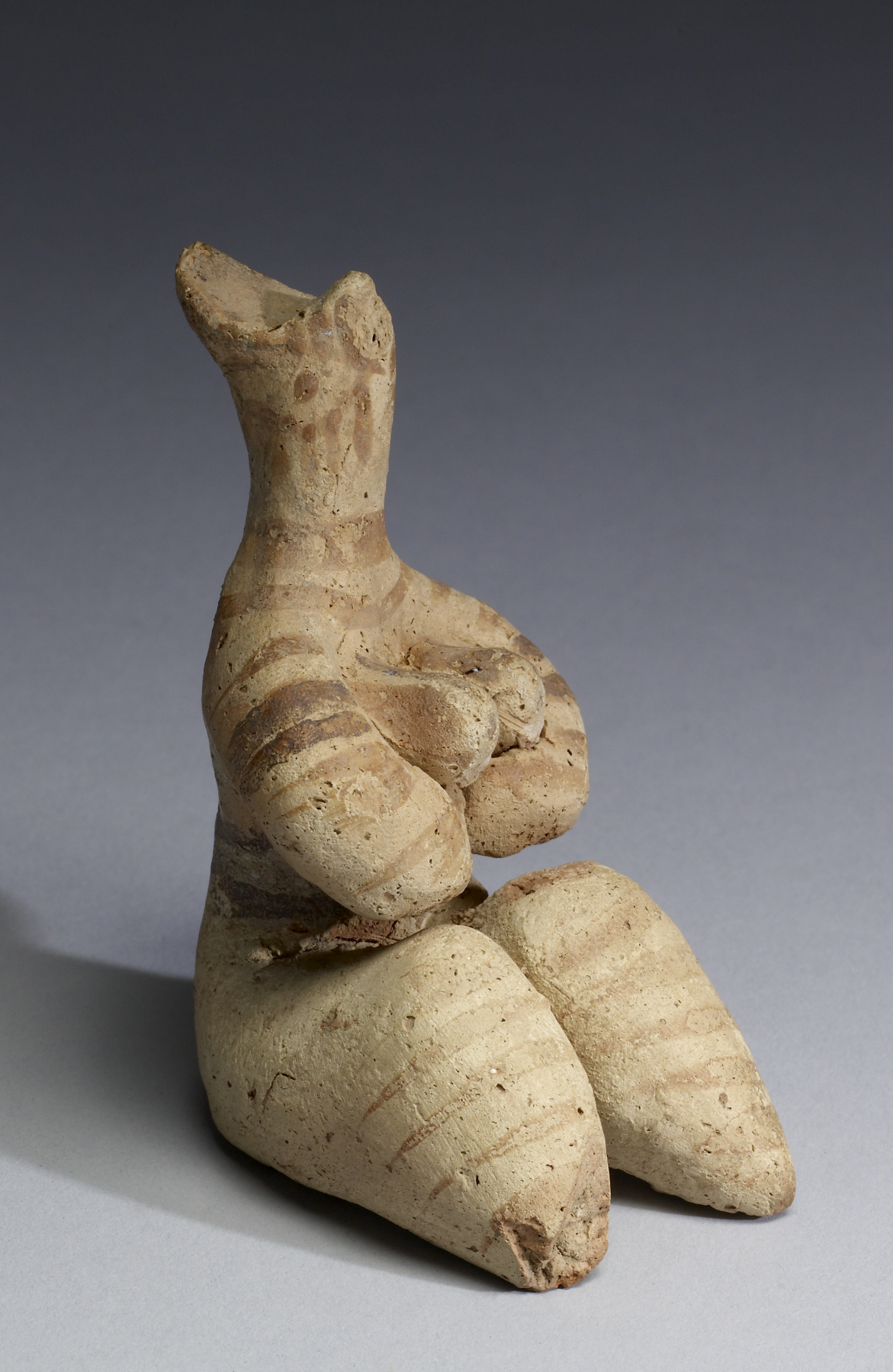
Tonfigur der Halaf-Kultur

Die Halaf-Kultur, eine in der Levante als spätneolithisch betrachtete Kultur, die neben Syrien auch im Norden Mesopotamiens, im Südosten der Türkei und bis an die Grenze zum Iran und darüber hinaus nachweisbar ist, bestand von 5900 bis 5000 v. Chr., nach anderen Autoren von 5200 bis 4500 v. Chr. Namensgebender Fundort ist Tell Halaf in Syrien. Kennzeichnend waren meist weniger als einen Hektar Fläche bedeckende Siedlungen, wobei einige wenige größere von ihnen bis zu 10 ha anwuchsen. Merkmal der Kultur ist vor allem ihre Keramik. Neben saisonalem Ackerbau bestand die Subsistenzwirtschaft auch in Jagd und Hirtennomadismus.

## Bronzezeit

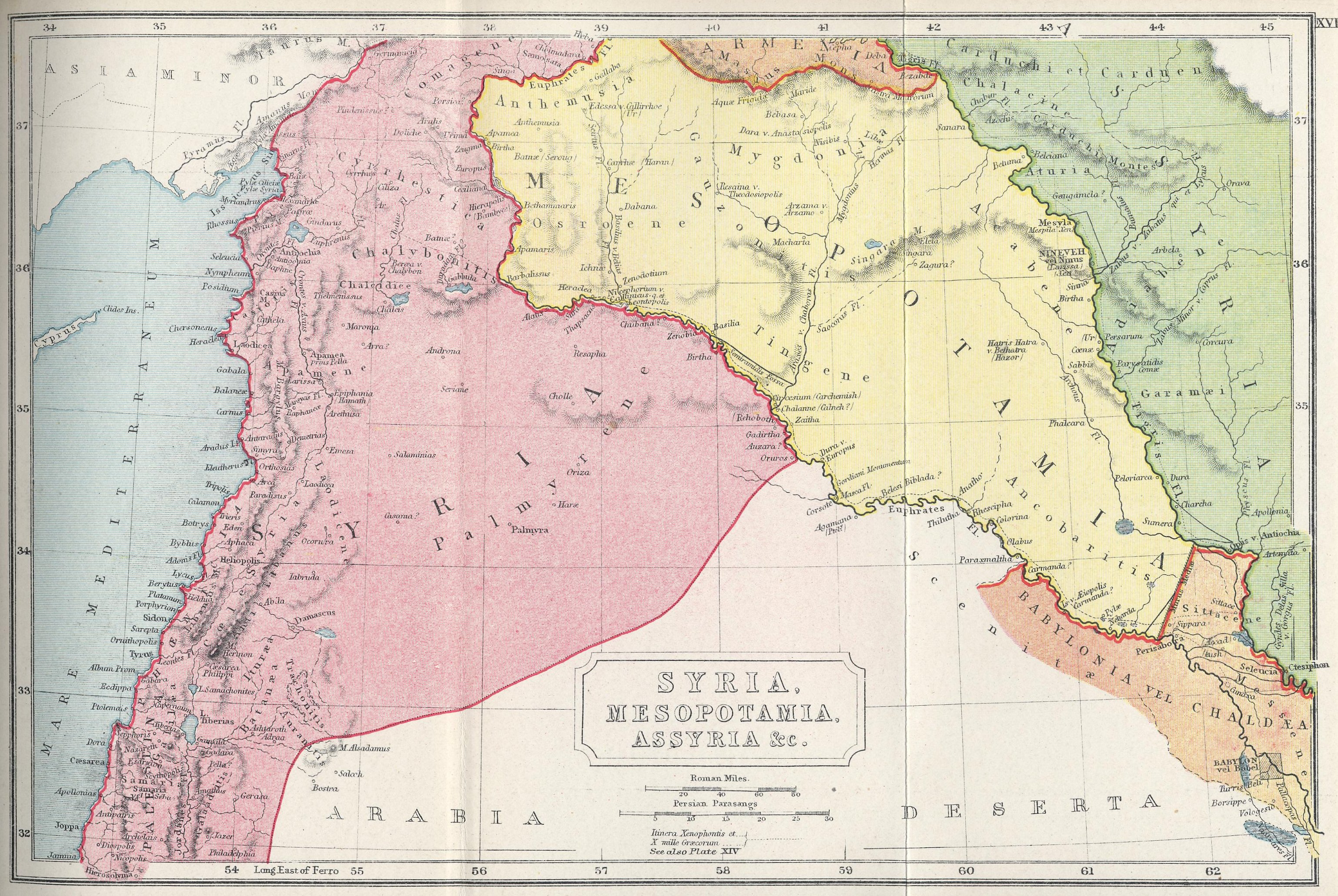
Karte Syriens im Altertum

In dem Tell, in dem Ebla ab 1964 freigelegt wurde, entdeckten die Ausgräber unter Paolo Matthaei den Palast G. Dort befanden sich Tausende von Tontafeln, die vor allem eine Verwaltungs- und Wirtschaftsgeschichte ermöglichen, und die zeigen, dass Ebla im 24. Jahrhundert v. Chr. die wichtigste Stadt Nordsyriens war, deren Geschichte zudem mindestens drei Jahrhunderte zurückreichte. Sie belegen eine hochgradig zentralisierte Wirtschaft mit einer Vielzahl von Handwerkern mit deren Nahrungsmittelrationen, und Verwaltungsposten. Die Schafherden waren im Besitz des Königs und dienten der Wollproduktion. Neben dem König und den Amtmännern spielten in der gesellschaftlichen Hierarchie „die Älteren“ eine wesentliche Rolle. Auch zeigt sich in den Tafeln, dass Ebla in scharfer Konkurrenz zu Mari am mittleren Euphrat stand, dem es sogar gelang, Ebla etwa 15 Jahre lang zu beherrschen. Kontakte mit Ägypten im Westen ließen sich durch Alabaster- und Dioritfunde belegen, mit Afghanistan durch Lapislazuli, auch bestanden Kontakte Richtung Akkad und nach Anatolien.
Die Sprache von Ebla, das Eblaitische, wurde auf dem Gebiet des heutigen Nordsyrien gesprochen und ist eng mit dem Akkadischen verwandt. Um etwa 2350 v. Chr. wurde Ebla von den Akkadern erobert und zerstört, entweder durch Sargon oder dessen Enkel Naram-sin. Kurz danach entstand am Nordrand des Tells eine neue Stadt, die möglicherweise in einem Tributverhältnis zu Ur III, dem Nachfolgereich der Akkader stand. Mit dessen Untergang durch die aus dem Norden kommenden Elamiter wurde auch diese Stadt um 2000 v. Chr. zerstört.
Andere wichtige Bronzezeitorte in Syrien waren Qatna und Tell Sakka.
Nordsyrien war Teil des Mitanni-Reiches, etwa um 1350 v. Chr. wurde es von den Hethitern erobert.

## Eisenzeit
Das aramäische Reich Aram mit der Hauptstadt Damaskus existierte vom 13. Jahrhundert v. Chr. bis 733 v. Chr. Ab etwa 900 v. Chr. wurde Syrien nach und nach Teil des Neuassyrischen Reiches, das 625 v. Chr. vom Neubabylonischen Reich abgelöst wurde. Das Perserreich der Achämeniden eroberte schließlich das Neubabylonische Reich und das heutige Syrien im Jahre 539 v. Chr.

## Griechisch-römische Zeit
Der makedonische König Alexander der Große eroberte nach der Schlacht bei Issos in den Jahren 332 und 331 v. Chr. das heutige Syrien. Nach dem Tode Alexanders wurde Syrien Teil des Diadochen-Reiches der Seleukiden. Im 2. und 3. vorchristlichen Jahrhundert kommt es zwischen dem ptolemäischen Ägypten und den Seleukiden zu einer Reihe von militärischen Konflikten in Syrien:
- Erster Syrischer Krieg (274 v. Chr. bis 271 v. Chr.)
- Zweiter Syrischer Krieg (260 v. Chr. bis 253 v. Chr.)
- Dritter Syrischer Krieg (246 v. Chr. bis 241 v. Chr.)
- Vierter Syrischer Krieg (219 v. Chr. bis 217 v. Chr.)
- Fünfter Syrischer Krieg (202 v. Chr. bis 195 v. Chr.)
- Sechster Syrischer Krieg (169 v. Chr. bis 168 v. Chr.)

Bereits vor der griechisch-makedonischen Eroberung hatte sich im Altgriechischen die Landschaftsbezeichnung „Syria“ (Συρία) als Kurzform von „Assyrien“ beziehungsweise dem Namen des Assyrerreiches herausgebildet. Der im frühen 1. Jahrhundert n. Chr. schreibende Geograph Strabon (Geographika 16,1) nennt als Bestandteile des „heutigen“ oder eigentlichen Syriens das Gebiet westlich des Euphrat, jenseits der Wohnsitze der Araber, zwischen Kilikien, den Phöniziern, Judäa und dem Meer gegenüber dem ägyptischen Meer und dem Golf von Issos. Früher aber sei der Name Syrien für das Gebiet zwischen Babylonien und dem Golf von Issos gebraucht worden, habe sich aber auch von dem Golf von Issos bis zum Schwarzen Meer erstreckt (Geographika 16,2). Die beiden Stämme der Kappadokier, jene, die in der Nähe des Pontus, und jene, die in der Nähe des Taurusgebirges ansässig sind, seien zu seiner Zeit „weiße Syrer“ genannt worden. Aus der weiteren Beschreibung wird klar, dass er unter den Syrern das heute als Aramäer bekannte Volk des Altertums versteht.
64 v. Chr. wurde Syrien zur römischen Provinz Syria. 193/194 wurde diese in zwei kleinere Provinzen unterteilt, nämlich Syria Phoenice und Syria Coele (benannt nach der Landschaft Koilesyrien). Auch die südlich anschließende Region Palästina wurde teilweise mit dem Begriff „Syrien“ bezeichnet und die dortige Provinz Judäa um 136 in Syria Palaestina umbenannt.
Das Reich von Palmyra erklärte unter der Königin Zenobia im Jahre 267 die Unabhängigkeit von Rom, wurde aber vom römischen Kaiser Aurelian im Jahre 272 besiegt. Bei der Teilung des Römischen Reichs im Jahre 395 fiel Syrien an Ostrom.

## Syrien unter der Herrschaft der Umayyaden und Abbasiden (636–945)
Schon kurz nach der Begründung des Islam wurde das oströmische Syrien im Rahmen der islamischen Expansion von den Arabern 636 nach der Schlacht am Jarmuk erobert. Ab 639 regierte der Umayyade Muʿāwiya I. als Statthalter in Syrien und schuf sich aus den hier ansässigen arabischen Stämmen eine sichere militärische Hausmacht. Nach der Durchsetzung als Kalif (661) verlagerte er die Hauptstadt des Kalifats nach Damaskus, womit Syrien das neue Kernland des Reiches wurde. 750 wurden die Umayyaden von den Abbasiden gestürzt. Diese verlegten die Hauptstadt in die irakische Garnisonsstadt Kufa und gründeten Bagdad als neues Zentrum des Reiches.

## Syrische Fürstentümer und der Kampf gegen die Kreuzfahrer (945–1174)
Seit 902 gewannen die Hamdaniden in Aleppo und Mossul an Einfluss und wurden nach 945 faktisch von den Abbasiden unabhängig, als diese unter die Kontrolle der schiitischen Buyiden gerieten. In ihrer Residenz Aleppo förderten die Hamdaniden bis zu ihrem Sturz 1002 die arabische Kultur. Darauf konnten die Fatimiden ihre Kontrolle über Nordsyrien ausweiten, bis sie ihrerseits zwischen 1071 und 1079 von den Seldschuken vertrieben wurden. Diese konnten jedoch keine stabile Herrschaft aufbauen, so dass Syrien bald wieder in mehrere kleine Fürstentümer zerfiel.
Durch die Zersplitterung Syriens sowie den Niedergang des Seldschukenreichs und des Fatimidenreichs wurde die Eroberung der Küstengebiete durch die Kreuzfahrer des Ersten Kreuzzugs (1098–1099) erheblich erleichtert. Die Kreuzfahrer gründeten in der Folgezeit das Königreich Jerusalem in Palästina, das Fürstentum Antiochia, sowie die Grafschaften Tripolis und Edessa. Die muslimischen Herrscher in Syrien, u. a. die Assassinen, gingen bald zu einer Koexistenz mit den Kreuzfahrern über, da diese mit den Küstenstädten auch die wichtigsten Handelszentren in der Levante kontrollierten.
Seit 1127 begann der Widerstand unter dem Atabeg Imad ad-Din Zengi von Aleppo (1127–1146). Er begründete die Dynastie der Zengiden und eroberte 1144 die Grafschaft Edessa. Dies wurde der Auslöser für den 2. Kreuzzug (1147–1149), der vor Damaskus scheiterte. Unter Nur ad-Din Zengi (1146–1174) wurde der Kampf gegen die Kreuzfahrer fortgeführt und das ganze muslimische Syrien und der Nordirak um Mossul vereinigt. 1168 gelang es seinem General Sirkuh auch Ägypten zu besetzen.

## Syrien unter der Vorherrschaft Ägyptens (1174–1517)
Sirkuhs Nachfolger Saladin stürzte 1171 die Fatimiden und gründete die Dynastie der Ayyubiden in Ägypten. Der Konflikt zwischen Nur ad-Din und Saladin wurde nur durch den Tod Nur ad-Dins (1174) verhindert. Daraufhin wurde auch Syrien von Saladin unterworfen und Teil des Ayyubidenreichs von Ägypten. Da Saladin immer wieder Verwandte in Syrien als Regenten einsetzte, kam es zu Machtkämpfen innerhalb der Familie der Ayyubiden. Nachdem die ägyptischen Mamluken die Mongolen 1260 in der Schlacht bei ʿAin Dschālūt besiegt hatten, gelang es ihnen, Syrien fest in das Reich einzugliedern und die Angriffe der persischen Ilchane auf Syrien abzuwehren. Bis 1291 wurden unter Sultan Chalil auch die letzten Kreuzfahrer aus den syrisch-palästinensischen Küstengebieten vertrieben. Der Frieden mit den Il-Chanen 1322 führte in Syrien durch den Handel mit Asien zu einem starken Wirtschaftsaufschwung, der erst durch die Invasion Timur Lenks um 1400 unterbrochen wurde. 1517 kam Syrien nach der Unterwerfung der Mamluken durch die Osmanen unter deren Herrschaft.

## Syrien unter der Herrschaft der Osmanen (1517–1832)
Unter den Osmanen begann seit dem 17. Jahrhundert der Niedergang Syriens. Wirtschaftlich verlor das Land seine Bedeutung für den Transithandel aus Asien, nachdem die europäischen Händler den Seeweg nach Indien entdeckt hatten. Der europäische Handel war so effizient, dass Syrien später die Gewürze aus Asien über Europa bezog. Dazu kam, dass die Osmanen zunehmend die Kontrolle über die Provinz an recht autonome Statthalter verloren, die meist aus den bedeutenden Familien von Damaskus stammten. Solange die Tribute an die Osmanen entrichtet wurden, konnten sie unbehelligt regieren. So kontrollierte der al-Azm-Clan zwischen 1725 und 1807 fast ganz Syrien. Die schwache Zentralregierung führte auch zu verstärkten Einfällen arabischer Beduinen, was zu einem Rückgang der landwirtschaftlich genutzten Fläche führte. Seit dem 16. Jahrhundert begann sich der Libanon unter den Emiren der Drusen zunehmend von Syrien zu lösen.

## Herrschaft Muhammad Alis in Syrien (1832–1840)
Im Jahre 1832 überrannte Muhammad Ali Syrien und marschierte nach Anatolien. Der Sieg in der Schlacht von Konya führte zum Vertrag von Hünkâr İskelesi, der Muhammad Ali am 27. Mai 1832 zum Statthalter (Wali) von Syrien machte. Die ägyptische Herrschaft wurde von Ibrahim Pascha, dem Sohn Muhammad Alis, ausgeübt. Dieser errichtete in Damaskus eine zentrale Regierung für Syrien. Er gründete Schulen, reformierte das Rechts- und Steuersystem und förderte die Ausbildung. Er stellte Juden und Christen rechtlich mit den Muslimen gleich. Durch verschiedene Maßnahmen belebte er die Wirtschaft.
Am 10. Oktober 1840 übernahmen jedoch die Osmanen wieder die Herrschaft. Grund dafür war eine Intervention der europäischen Mächte, denen Muhammad Ali zu mächtig geworden war.

## Erneute Herrschaft der Osmanen (1840–1918)
Die Osmanen übernahmen die zentrale Verwaltung Ibrahim Pashas und dehnten die 1839 begonnene Reformpolitik (Tanzimat) auch auf Syrien aus. Blutige Unruhen zwischen Christen und Drusen bzw. Sunniten in Syrien und dem Libanon gipfelten 1860 in einem Christenmassaker in Damaskus. Auf Druck Frankreichs wurde der Libanon nun auch organisatorisch von Syrien getrennt und direkt dem Sultan in Istanbul unterstellt. In den folgenden Jahrzehnten erreichten die intensiven osmanischen Reformen auch die syrische Wirtschaft, die sich zu entwickeln begann. Das Land wurde an das osmanische Eisenbahnnetz angeschlossen und die Hedschas-Bahn von Damaskus nach Medina gebaut (1900–1909). Der osmanische Sultan war das letzte Überbleibsel der politischen Macht und der Unabhängigkeit des sunnitischen Islam, was sich auch im Anspruch des Sultans äußerte, Kalif zu sein.
Dass diese Bahn, die Pilger zu den heiligen Stätten bringen sollte, mit muslimischem Geld gebaut wurde, sollte das Zusammengehörigkeitsgefühl in der gesamten islamischen Welt wecken.
Wirtschaftlich und sozial kam es im 19. Jahrhundert zu großen Umwälzungen in Syrien. Ab 1860 wurde erstmals im Sinne des neuen osmanischen Landgesetzes die Eigentumsregistrierung von Privatpersonen für Grund und Boden möglich. Dadurch konnte die bestehende städtische Oberschicht zu großen Teilen das Land unter ihre Kontrolle bringen, was dazu führte, dass viele bis dahin selbstständige Bauern zu Pächtern oder Landarbeitern wurden. Die Öffnung gegenüber europäischen Importgütern führte zum Zusammenbruch des bestehenden Textilmanufakturwesens. Dadurch wanderte ein großer Teil der Arbeitsbevölkerung von Aleppo und Damaskus aufs Land ab. 1864 wurde dieser osmanische Herrschaftsbereich als Vilâyet Syrien neu verfasst. In der Provinz Hawran des Vilâyets und den Gebieten östlich von Aleppo kam es zu einer Gegenbewegung selbstständiger Bauern, die sich dem Zugriff des Staates sowie der Notablen zu entziehen suchten. Mehrere Aufstände wurden von den osmanischen Behörden niedergeschlagen. Die Produktion der 15 % der Menschen, welche in Industrie und Handwerk tätig waren, verschob sich deshalb in Richtung Tabakanbau und Seidengewinnung. Die Expansion der Seidengewinnung erfolgte durch französische Firmen mit ausländischem Kapital. Produziert wurde für Abnehmer in Südfrankreich. 1883 erfolgte die Abtretung des Tabakmonopols an ein französisches Privatunternehmen, was innerhalb der Bevölkerung als Symbol der kolonialen Ausbeutung galt. Durch die von den europäischen Mächten geforderten Kapitulationen geriet der Außenhandel mehr und mehr zur Domäne christlicher Syrer, die durch die Abkommen mit den Europäern der osmanischen Jurisdiktion entzogen waren.
Im Ersten Weltkrieg (1914–1918) zwischen der Entente und den Mittelmächten, zu denen das Osmanische Reich gehörte, rief der osmanische Sultan in seiner Eigenschaft als Kalif zum „Heiligen Krieg“ gegen die ungläubigen Feinde auf. Großbritannien suchte deswegen nach einer arabisch-muslimischen Persönlichkeit, um diesem Aufruf zu begegnen. Der britische Vorschlag, das Kalifat „wieder in arabische Hände zu legen“, entsprach der Vorstellung von Scherif Hussein von Mekka, der selbst gerne arabischer Kalif und Führer eines arabischen Einheitsstaates werden wollte. Als Gegenleistung für nun tatsächlich einsetzende militärische Unterstützung der Araber sicherte die britische Regierung zu, nach dem Sieg über das Osmanische Reich einen unabhängigen arabischen Staat zu gewähren. Ein arabisches Aufgebot aus westarabischen Beduinen, Kriegsgefangenen und Deserteuren des osmanischen Heeres kämpfte an der Seite der Entente-Mächte bei der Eroberung Palästinas und Syriens. Nachdem das Osmanische Reich am 30. Oktober 1918 kapitulierte, erwarteten die aufständischen Araber die Einlösung der britischen Versprechen.
Während des Völkermords an den Armeniern von 1915/16 war in der syrischen Wüste in der Nähe von Deir ez-Zor der größte Konzentrations- und Vernichtungsort für die Überlebenden der Deportation. Dort starben nach unterschiedlichen Schätzungen 150.000 bis 400.000 Menschen.

## Syrien unter französischer Herrschaft (1920–1946)

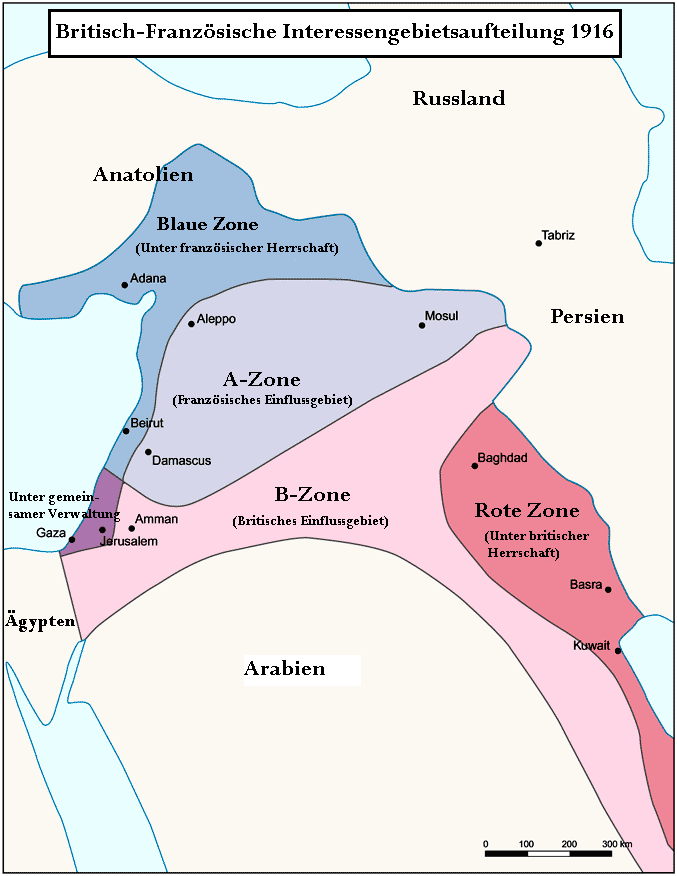
Karte der im Sykes-Picot-Abkommen 1916 vereinbarten Einflusssphären

Französisches Mandatsgebiet für Syrien und Libanon mit Einteilung in fünf bzw. sechs Staaten (1922)

Im Mai 1916, während des Ersten Weltkriegs, schlossen Großbritannien und Frankreich das Sykes-Picot-Abkommen, in dem sie festlegten, wie sie die arabischen Provinzen des Osmanischen Reiches unter sich aufteilen wollten. Damals hofften die aufständischen Araber noch auf einen unabhängigen Staat. Das Abkommen brach alle Zusagen, die sie den Arabern gemacht hatten; darum hielten sie es geheim. Die Fiktion einer britisch-arabischen Waffenbrüderschaft sollte aufrechterhalten werden. Noch im Januar 1918 verfassten die britische und die französische Regierung eine Deklaration über eine arabische Befreiung, die den „von den Türken unterdrückten Völkern“ die Souveränität versprach. Nach der Oktoberrevolution 1917 machten die neuen Machthaber in Sowjetrussland das Sykes-Picot-Abkommen öffentlich; dadurch wurde klar, dass Großbritannien und Frankreich gar nicht daran dachten, ihre Versprechen einzuhalten.
Nach dem Ende des Ersten Weltkriegs war Syrien zunächst von Truppen des britischen Weltreichs besetzt. Auf der Konferenz von Sanremo im April 1920 wurde Syrien gemäß dem Sykes-Picot-Abkommen zum französischen Mandatsgebiet erklärt, was 1922 vom Völkerbund bestätigt wurde. Das Völkerbundmandat für Syrien und Libanon umfasste das Gebiet der heutigen Staaten Syrien und Libanon sowie der heutigen türkischen Provinz Hatay.
Schon im März 1920 war Faisal I., ein Sohn des Scherifen von Mekka Hussain I. ibn Ali, zum Herrscher eines unabhängigen arabischen Königreichs Syrien unter dem Einschluss von Libanon, Palästina und Jordanien ausgerufen worden. Im Juli 1920 wurde er von Frankreich gestürzt, und französische Truppen besetzten das Land.
Ursprünglich wollte Frankreich keinen geeinten syrischen Staat, sondern beabsichtigte eine Aufteilung in sechs Staaten mit eigener Regierung, wobei religiöse und konfessionelle Aspekte eine Rolle spielen sollten.

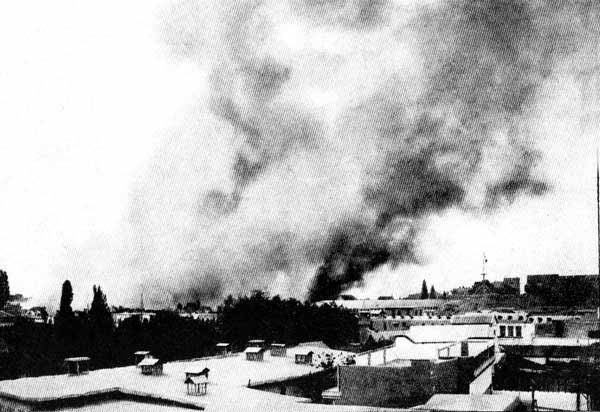
Brände in Damaskus nach den französischen Luftangriffen im Oktober 1925

1925 entwickelte sich ein Aufstand der Drusen zum landesweiten Aufstand gegen die Mandatsmacht. Die Aufständischen forderten bürgerliche Grundrechte und die volle Unabhängigkeit von Frankreich. Als die Aufständischen die Hauptstadt Damaskus bis auf den Stadtteil Mezze eroberten, antwortete das französische Militär mit der Bombardierung der Stadt aus der Luft und durch Artillerie, sowie Massenhinrichtungen und Vertreibungen. Frankreich machte im Zuge des Aufstands Zugeständnisse. So ließ es 1925 politische Parteien zu und führte parlamentarische Strukturen ein. 1928 schlossen sich eine Allianz aus Notabeln und ehemaligen Aufständischen zum Nationalen Block zusammen, der vornehmlich die Unabhängigkeit verfolgte.
Der wachsende innere und auch äußere Druck (seitens Großbritanniens) führte schließlich dazu, dass zunächst die Gebiete um Damaskus und Aleppo zum Staat Syrien zusammengeschlossen wurden.
1930 wurde die Syrische Republik gegründet. Deren Verfassung erlaubte politische Parteien. 1937 kamen die Gebiete um Latakia und der Drusenstaat zum Staatsgebiet hinzu.
In Anlehnung an das Abkommen zwischen dem Irak und Großbritannien von 1922 wurde 1936 ein Vertrag mit Frankreich geschlossen, in dem die Unabhängigkeit Syriens in Aussicht gestellt wurde. Dieser Vertrag wurde von Frankreich allerdings nicht ratifiziert.
1939 trat Frankreich das Gebiet um Iskanderun an die Türkei ab – offenbar, um die Türkei als Verbündeten im Zweiten Weltkrieg zu gewinnen.
Nachdem deutsche Truppen Nordfrankreich besetzt hatten (Westfeldzug) und die französische Verwaltung sich auf die Seite des Vichy-Regimes unter Marschall Henri Philippe Pétain schlug, marschierten freifranzösische Truppen 1941 in Syrien ein (Syrisch-Libanesischer Feldzug). Im Auftrag Charles de Gaulles wurde das Mandat für beendet und Syrien für unabhängig erklärt. Hierbei sollte die militärische Präsenz Frankreichs mit dem Zweiten Weltkrieg enden und das Land nach dem Krieg in die volle Unabhängigkeit entlassen werden. Im August 1943 wählten die Bewohner Syriens Schukri al-Quwatli zum Staatsoberhaupt. Nach Kriegsende versuchte Frankreich weiterhin militärische Reservatsrechte in Syrien zu behalten, was auf den Widerstand der syrischen Nationalisten stieß. Quwatli gründete schließlich eine eigene Nationalarmee, woraufhin Frankreich im Mai 1945 aus der Luft bombardierte. Ebenso kam es zu Gefechten zwischen syrischen Gendarmen und den noch von den Franzosen befehligten Kolonialtruppen. Aufgrund eines Ultimatums Großbritanniens stellte Frankreich die Kampfhandlungen ein und übergab des Kommando über die Kolonialtruppen an die syrische Regierung. Der Abzug der letzten französischen Truppen am 17. April 1946 wurde der Unabhängigkeitstag Syriens.
1945 wurde Syrien Gründungsmitglied der Vereinten Nationen und der Arabischen Liga.
Die Chronik im Einzelnen:
- 16. Mai 1916: Sykes-Picot-Abkommen zur Abgrenzung der britischen und französischen Interessen in Syrien für die Zeit nach dem Weltkrieg.
- 1. Oktober 1918: Einmarsch alliierter Truppen und des Emirs Faisal in Damaskus.
- 27. Oktober 1918: Sandjak Alexandrette französisch besetzt.
- 10. Dezember 1919: Bildung einer nationalen syrischen Regierung in Damaskus.
- 7. März 1920: Proklamation eines unabhängigen Königreichs unter Faisal (später Faisal I. von Irâq).
- 28. April 1920: Alliierte beschließen französisches Völkerbundsmandat Groß-Syrien (vom Völkerbund 24. Juli 1922 bestätigt und 29. September 1923 in Kraft gesetzt).[13]
- 25. Juli 1920: Einzug französischer Truppen in Damaskus und Vertreibung König Faisals.
- 31. August 1920: Autonomes Gebiet der Alawiten (Nusairier, eine schiitische Sekte) bestehend aus dem ehemaligen Sandjak Latakiye (al-Lâdhikîya), dem Norden des Sandjaks Trablus-ı Scham (Tripoli) und einem Teil des Kaza Masyâf des Sandjaks Hamâh.
- 20. Oktober 1921: Vertrag von Ankara über die Grenze zur Türkei (entlang der Bagdadbahn).
- 12. Juli 1922: Alawitenstaat
- 24. Juli 1922: Sandjak Alexandrette als eigenständiges Gebiet unter syrische Mandatsverwaltung.
- 1922–1924: Fédération des États de Syrie aus dem État d’Alep (Aleppo) einschließlich Alexandrette, dem État de Damas (Damaskus), dem État des Alaouites (Alawiten) und dem État des Drouzes (Djébel druze). Diese Föderation existierte aber nur auf dem Papier.
- 1. Januar 1925: État Indépendant des Alaouites. Syrien Einheitsstaat aus den Gebieten Damaskus und Aleppo.
- 1925–1926: Aufstand der Drusen.
- 14. Mai 1930: Alawiten-Gebiet wird Gouvernement de Lattaquié (Latakia).
- 1936: Gebiete der Alawiten und Drusen zu Syrien.
- 10. Januar 1937: Provinzen der Republik Syrien.
- 1937–39 separatistische Bewegung im Djabal ad-Durûz, 1937 der Kurden in der Djazîra, 1939 der Alawiten.
- 2. September 1938: Sandjak Alexandrette als Republik Hatay von Syrien getrennt.
- 1. Juli 1939: Autonomie für Alawiten, Drusen und die Kurden der Djazîra (Sandjak Zôr).
- 29. Juli 1939: Hatay türkisch.
- April 1940: Beginn der Stationierung britischer und französischer Flugzeuge für die Operation Pike, der geplanten aber nicht zur Ausführung gelangten Bombardierung russischer Erdölfelder.
- 22. Juni 1940: Nach der Kapitulation Frankreichs bleibt die Mandatsverwaltung gegenüber dem Vichy-Regime loyal.
- 8. Juni 1941: Einmarsch britischer und freifranzösischer Truppen.
- 27. September 1941: General Catroux erklärt Syrien und Libanon für unabhängig; die französische Herrschaft bleibt aber de facto bestehen.
- 20. Juni 1942: Autonomie der Gebiete beendet.
- 17. August 1943: Wahl des ersten Staatspräsidenten.
- 12. April 1945: Syrien wird Mitglied der UNO.
- Mai 1945: Verstärkung der französischen Truppen. Blutige Zusammenstöße zwischen Franzosen und Syrern.
- 29. Mai 1945: Franzosen bombardieren Damaskus. Britische Intervention.
- 14. April 1946: Abzug der letzten französischen Truppen.

## Unabhängige Syrische Republik seit 1946
Am 17. April 1946 wurde die Syrische Republik (arabisch الجمهورية السورية al-ğumhūrīya as-sūrīya) ausgerufen. Seither ist der 17. April syrischer Nationalfeiertag.
Die erste große Herausforderung der jungen Republik war der Palästinakrieg, der mit der Niederlage der arabischen Staaten gegen das neu gegründete Israel und mit der Nakba der Palästinenser endete. Die militärische Niederlage Syriens delegitimierte das parlamentarische Regime in den Augen der Bevölkerung und verschärfte die Politisierung des Militärs, das die politische Führung als inkompetent wahrnahm. Mit dem letztlich erfolglosen Militärputsch des Generalstabschefs Husni az-Za'im 1949 begann eine Ära des Prätorianismus in Syrien, bei dem das Militär eine Rolle als Schattenparlament und eigenständiges Machtzentrum im Staate wahrnahm. Durch die Fragmentierung des Offizierskorps kam aber auch eine stabile Militärregierung nicht zu Stande, und die folgenden zwei Jahrzehnte waren von einem instabilen Ringen ziviler und militärischer Institutionen um die Macht im Staat geprägt.
Die ersten Jahre der Unabhängigkeit waren von einem wirtschaftlichen Aufschwung begleitet. Die verschiedenen Regierungen versuchten diesen durch eine protektionistische Politik gegenüber dem eng verflochtenen Libanon zu unterstützen. Durch die Überführung der syrisch-libanesischen Notenbank in syrische Gesetzgebung 1949 und die Bildung einer eigenen Notenbank 1956 konnte die Regierung die Souveränität über ihre Währung herstellen. Durch Investitionen in die Industrie, allen voran von der Landwirtschaft abhängige Lebensmittel- und Textilindustrie, kam es zu einem Wachstum der Arbeiterschaft. 1946 setzten die syrischen Gewerkschaften das Verbot der Kinderarbeit, den 8-Stunden-Tag sowie bezahlten Urlaub durch. Auf dem Land verschärften sich jedoch die sozialen Konflikte zwischen Großgrundbesitzern und landlosen Pachtbauern.
Der Aufstieg des Panarabisten Gamal Abdel Nasser in Ägypten nährte auch in Syrien Hoffnungen auf die Schaffung eines gemeinsamen arabischen Staats. Im Vorfeld des Sueskriegs bildeten beide Länder ein gemeinsames Oberkommando; nach schweren Spannungen zwischen der Baath-Partei und der Kommunistischen Partei Syriens wurde aus Furcht vor einer kommunistischen Machtübernahme eine Delegation nach Ägypten entsandt, wo die Vereinigung der beiden Staaten beschlossen wurde. Am 1. Februar 1958 wurde der Zusammenschluss Ägyptens und Syriens zur Vereinigten Arabischen Republik (VAR) bekanntgegeben.
Da von Anfang an die ägyptische Seite dominierte und die wichtigsten Politikbereiche bestimmte, wuchs die Unzufriedenheit in Syrien. Hinzu traten wirtschaftliche Probleme.
Ein Putsch syrischer Offiziere im September 1961 bedeutete schließlich das Ende der Vereinigten Arabischen Republik. Nach einem weiteren Putsch im März 1963 erlangte die Baath-Partei zum ersten Mal die Macht im weiterhin zerstrittenen Syrien. Staatsoberhaupt wurde General Amin al-Hafiz. Eine Vereinigung Syriens mit Ägypten und dem Irak zur Vereinigten Arabischen Republik von 1963 scheiterte an aufkommenden Differenzen zwischen dem irakischen und dem syrischen Flügel der Baʿth-Partei. Am 8. Oktober 1963 vereinbarte Syrien mit dem Irak eine engere militärische Zusammenarbeit, die aber wieder am 28. April 1964 aufgekündigt wurde. Am 17. April 1964 kam es im Norden des Landes zu Unruhen, an denen sich militärische Einheiten beteiligten. 21 Aufständische wurden von der Regierung wegen des „Verrats an der sozialen Revolution“ am 2. Mai 1964 zum Tode, andere zu lebenslanger Zwangsarbeit verurteilt. Am 26. April 1964 erhielt Syrien eine neue Verfassung mit dem Islam als Staatsreligion. Zum 1. Januar 1965 wurde Syrien Mitglied im Arabischen Gemeinsamen Markt (ACM) und setzte die Verstaatlichungspolitik fort. 1965 brach Syrien die diplomatischen Beziehungen mit der Bundesrepublik Deutschland aufgrund der Anerkennung Israels ab. Um Unruhen einzudämmen, wurde zeitweise das Kriegsrecht ausgerufen. Mehrere Personen, die sich den Anordnungen der Regierung widersetzten, wurden zum Tode verurteilt.

## Regime unter Nureddin al-Atassi (1966–1970)

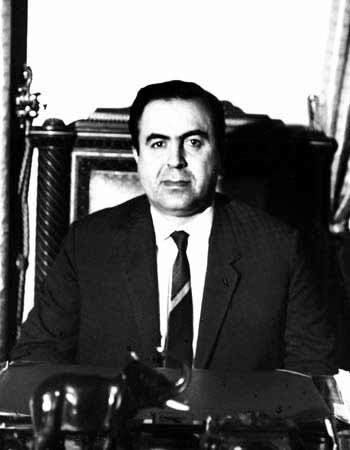
Nureddin al-Atassi, Präsident von 1966 bis 1970

Al-Hafiz wurde am 23. Februar 1966 durch einen Militärputsch der Generale Salah Dschadid und Hafiz al-Assad gestürzt, aus dem Nureddin al-Atassi als neuer Präsident hervorging. Das Regime Nureddin al-Atassis war links-baathistisch. Es lehnte sich an die Sowjetunion an und orientierte sich an der Volksrepublik China. Im Juli 1966 wurden rechtsgerichtete Politiker und einige ehemalige Minister wegen einer angeblichen Beteiligung an einer Verschwörung verhaftet. Im September 1966 folgten weitere Massenverhaftungen aufgrund eines Putschversuchs. Am 7. Januar 1967 wurden im Zusammenhang mit dem Septemberputsch wegen „bewaffneter Verschwörung“ durch ein Militärgericht siebzehn Offiziere verurteilt, sieben davon zum Tode; sechs der Todesurteile fielen allerdings in Abwesenheit der Angeklagten. Am 2. März 1967 folgte die Beilegung eines Streits zwischen einem internationalen Konsortium unter britischer Beteiligung gegen die irakische Iraq Petroleum Company (IPC) mit dem Ergebnis, dass Syrien für den Öltransport über sein Gebiet und die Verladung im Hafen von Tripoli höhere Gebühren erhielt.
Nach dem Sechstagekrieg gegen Israel im Juni 1967 und dem Verlust des Golans folgte eine Phase allgemeiner Niedergeschlagenheit.
Am 17. September 1967 forderte Präsident Nureddin al-Atassi die Vereinigte Arabische Republik (Ägypten) und den Irak auf, sich mit Syrien zu einem „Einheitsstaat der sozialistischen Araber“ zusammenzuschließen (Arabisches Einheitsstreben). Der Plan scheiterte mit dem rechts-baathistischen Putsch im Irak.
Am 6. März 1968 erfolgte die Grundsteinlegung zum Bau der Tabqa-Talsperre mit sowjetischer finanzieller und technischer Hilfe.
Im Juli 1968 meldete die syrische Presse die Zerschlagung einer Verschwörergruppe, die mit westlichen Geheimdiensten kooperiert hätten. Im August 1968 verletzten zwei syrische Kampfflugzeuge den israelischen Luftraum.
Am 29. Oktober 1968 bildete Präsident Al-Atassi eine neue Regierung, in der er selbst das Amt des Regierungschefs übernahm und den bisherigen Amtsinhaber Jusuf Suajen (Zuaiyin) entließ. Suajen wurde eine zu enge Zusammenarbeit mit der Sowjetunion vorgeworfen und eine Vernachlässigung der Unterstützung für die Palästina-Kämpfer. Im Dezember 1968 stellte Al-Atassi das Land weitestgehend auf Kriegswirtschaft um.
Am 29. Mai 1969 folgte wieder eine neue Regierungsumbildung unter Führung von Al-Atassi, in dem erstmals neben der dominierenden Baath-Partei wieder Mitglieder der Sozialistischen Unionisten (Nasser-Anhänger) vertreten waren. Während eines Besuchs des Ministers für Auswärtige Angelegenheiten der DDR Otto Winzer vom 3. bis 6. Juni 1968 in Damaskus wurde die Aufnahme von diplomatischen Beziehungen und eine engere Zusammenarbeit zwischen der Baath-Partei und der Sozialistischen Einheitspartei Deutschlands (SED) vereinbart.
Über die Haltung Syriens gegenüber dem Schwarzen September in Jordanien kam es 1970 zum endgültigen Zerwürfnis zwischen Atassi, Dschadid und Assad, dem Kommandeur der syrischen Luftwaffe und ehemaligen Verteidigungsminister. Letzterer hatte sich geweigert, der Aufforderung seiner Regierung Folge zu leisten, seine Flugzeuge gegen jordanische Streitkräfte einzusetzen, die im Norden des Landes mit syrischen Panzern zusammengestoßen waren. Nach einem als „Korrekturbewegung“ bezeichneten Putsch wurde Atassi am 18. November 1970 als Präsident bzw. am 21. November als Premier von zum rechten Flügel der Baath-Partei gerechneten Militärs um Hafiz al-Assad abgelöst und mit einigen seiner Anhänger ohne Gerichtsprozess eingekerkert. Seine verbliebenen Anhänger spalteten sich unter Makhous’ Führung als „Arabische Sozialistische Demokratische Baath-Partei“ ab.

## Regime unter Hafiz al-Assad (1970–2000)

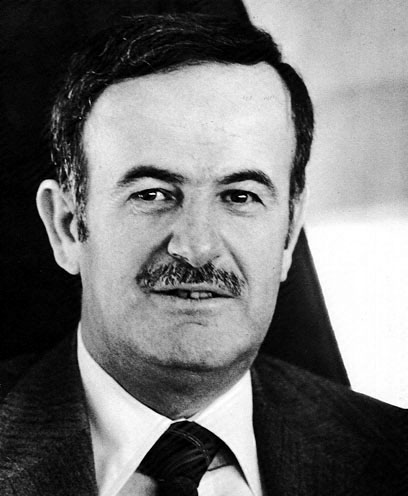
Hafiz al-Assad

Während die vorherige Baath-Führung eine Auflösung des Staates Israel angestrebt hatte, schwenkte Assad auf die Linie um, die die Sowjetunion für eine Lösung des Nahostkonfliktes verfolgte: eine Verhandlungslösung unter der Voraussetzung, dass Israel die besetzten Gebiete räumen und dem palästinensischen Volk das Selbstbestimmungsrecht zubilligen würde.

### 1. Amtsperiode 1971–1978
Assad ließ sich 1971 mit 99,2 % der Stimmen (ohne Gegenkandidaten) zum Staatspräsidenten wählen; im selben Jahr wurde er Generalsekretär der Ba'ath-Partei. Im August 1971 verurteilte der Oberste Gerichtshof für Staatssicherheit zahlreiche Angeklagte zu hohen Gefängnisstrafen und fünf der Verschwörung Bezichtigte in Abwesenheit zum Tode, darunter den ehemaligen Staatschef Amin al-Hafiz, der im irakischen Exil lebte, und den Mitbegründer der Baath-Partei Michel Aflaq. Im August 1971 wurden die diplomatischen Beziehungen mit Jordanien abgebrochen. Der Fünfjahresplan 1971–1976 sah wirtschaftliche und soziale Investitionen vor. Im November 1971 gewährte Libyen dem Land Subsidien in Höhe von 48 Millionen US-Dollar für Rüstungszwecke. Mindestens 500 sowjetische Militärberater befanden sich noch im Land. 1971 lebte die Wirtschaft wieder auf, besonders durch eine größere Getreide- und Baumwollernte sowie durch die Zunahme der Erdölproduktion.
Am 13. April 1972 wurde eine Einheitsfront aller zugelassenen Parteien gebildet. Die Nationale Progressive Front bestand überwiegend aus der Baath-Partei und vier kleineren Parteien.
Im September 1972 kam es zu israelischen Luftangriffen auf Guerilla-Lager vor Damaskus, bei denen es zahlreiche Opfer gab. Eine Verurteilung durch den Sicherheitsrat der Vereinten Nationen scheiterte am 10. September an einem Veto der USA. Zwischenzeitlich ließen die Spannungen mit Jordanien nach und die Grenzen wurden wieder geöffnet. Am 21. Dezember 1972 bildete Mahmoud al Ajubi eine neue Regierung.
Am 12. März 1973 wurde nach einer Volksabstimmung mit 97,6 Prozent der Stimmen eine neue Verfassung verabschiedet, in der die Position des Staatspräsidenten weiter aufgewertet wurde und Syrien sich als einen volksdemokratisch-sozialistischen Staat und als Mitglied der Föderation Arabischer Republiken betrachtet. Des Weiteren sollte die Scharia fortan eine der Hauptgrundlagen der Gesetzgebung sein (sie wurde zuvor als einfache Quelle für die Legislative bezeichnet). Dies folgte nach dem gescheiterten Versuch Assads, in Syrien eine Verfassung ohne jegliche religiöse Elemente, d. h. streng laizistisch einzuführen und den Staat in eine Volksrepublik umzubenennen, was in der Bevölkerung auf großen Widerstand stieß, da dies v. a. eine weitere Annäherung an den Ostblock und die Möglichkeit eines christlichen Präsidenten bedeutet hätte, wo doch schon dem Alawiten Assad Misstrauen entgegengebracht wurde. Im neuen Verfassungsentwurf wurde daher wieder festgelegt, dass der Staatspräsident Muslim sein muss, um die Bevölkerungsmehrheit der Sunniten zu beruhigen, denen die Alawiten, zu denen auch al-Assad gehört, zu mächtig geworden waren. Im März 1973 kam es in Hama zu massiven Zusammenstößen mit den Sicherheitskräften. Bei den Parlamentswahlen am 25. und 26. Mai 1973 entfielen auf den zur Wahl stehenden 164 von 186 Sitzen 111 Sitze für die Baath-Partei, 7 auf die Kommunistische Partei, 6 auf die Arabische Sozialistische Union, 3 auf die Arabischen Sozialisten und 37 Sitze auf Unabhängige.
Am 5. Juli 1973 wurde die erste Stufe der mit sowjetischer Hilfe gebauten Tabqa-Talsperre abgeschlossen. Anlässlich der Eröffnungsfeierlichkeiten soll es Pläne zur Ermordung von Assad gegeben haben, so dass Ende August 42 Offiziere hingerichtet wurden.

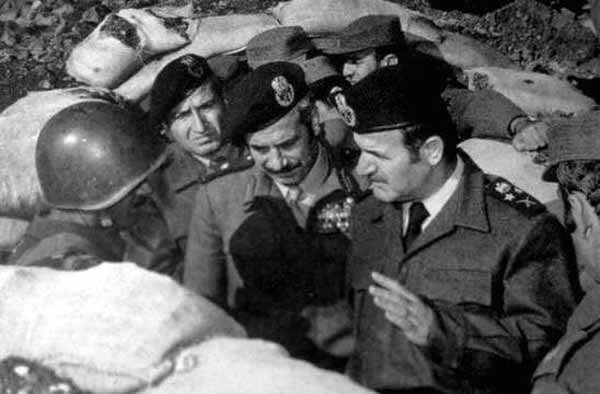
Hafiz al-Assad und Verteidigungsminister Mustapha Tlas an der Front bei den Golanhöhen im Oktober 1973

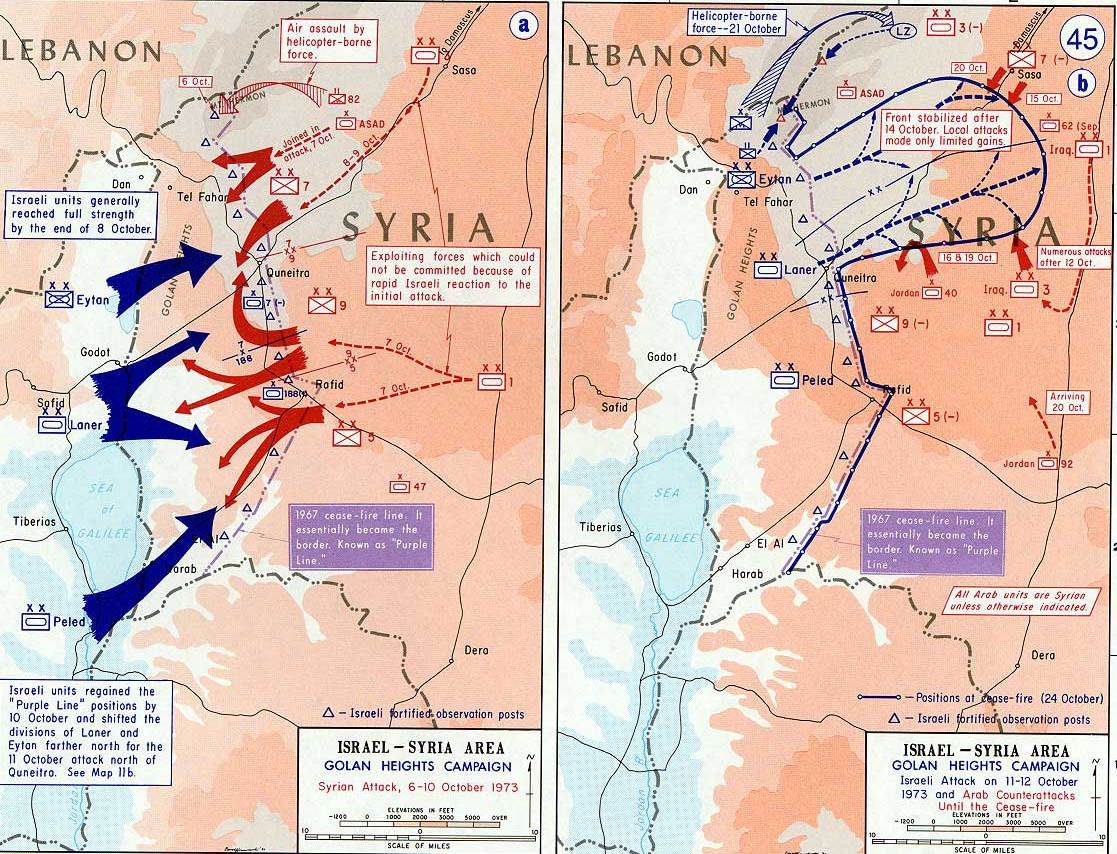
Jom-Kippur-Krieg – Israelisch-syrische Kämpfe um die Golanhöhen: 6. bis 12. Oktober 1973

Nach israelischen Angaben wurden am 13. September 1973 in einem Luftkampf vor der syrischen Küste 13 syrische Kampfflugzeuge vom Typ Mig-21 abgeschossen, bei einem Verlust von nur einem israelischen Flugzeug vom Typ Mirage IIIC.
Der Jom-Kippur-Krieg begann mit einem Überraschungsangriff Ägyptens und Syriens am 6. Oktober 1973, dem höchsten jüdischen Feiertag Jom Kippur, auf dem Sinai und den Golan-Höhen, die sechs Jahre zuvor von Israel im Zuge des Sechstagekrieges erobert worden waren. Der syrischen Armee gelang es kurzzeitig, einen kleinen Teil der von Israel besetzten Golanhöhen zurückzuerobern. Bei der Gegenoffensive der Israelis erreichen Panzerverbände Geländegewinne bis zu 32 Kilometer vor Damaskus. Die syrische Hauptstadt wurde auch durch israelische Flugzeuge massiv bombardiert. Große Teile der syrischen Infrastruktur, darunter die Ölraffinerie in Homs, wurden durch israelische Luftangriffe zerstört. Am 22. Oktober 1973 rief der Sicherheitsrat der Vereinten Nationen in der Resolution 338 auf Druck der USA alle Parteien auf, das Feuer einzustellen. Bei Inkrafttreten des Waffenstillstands am 22. Oktober waren die Syrer besiegt. Ende Mai 1974 begannen auf Bemühen der USA und der Sowjetunion Gespräche zur Truppenentflechtung auf den Golanhöhen. Die Sowjetunion erhöht ihre Unterstützung für Syrien, darunter auch durch größere Waffenlieferungen.
Am 15. Juni 1974 besuchten US-Präsident Richard Nixon und US-Außenminister Henry Kissinger Syrien. Beim Treffen mit Hafiz al-Assad wurde die Aufnahme der diplomatischen Beziehungen vereinbart. Am 7. August 1974 erfolgte auch mit der Bundesrepublik Deutschland wieder die Aufnahme der diplomatischen Beziehungen.
1975 wurden mit der DDR, Rumänien und der Sowjetunion mehrere Abkommen zur wirtschaftlichen, politischen und militärischen Zusammenarbeit unterzeichnet. Am 4. März 1975 wird mit Jordanien ein Vertrag zur Bildung einer gemeinsamen Wirtschaftskommission unterzeichnet und im September über ein gemeinsames Oberkommando. Auch die wirtschaftliche-technische Zusammenarbeit mit Frankreich wurde vertieft und Frankreich lieferte auch Rüstungsgüter. Der Iran gewährte Syrien ein Kredit über 150 Millionen US-Dollar. Am 4. April 1975 gewährt Saudi-Arabien dem Land einen Kredit über 220 Millionen US-Dollar. Mit der Bundesrepublik Deutschland wurde am 12. Mai 1975 ein Vertrag über eine Kapitalhilfe in Höhe von insgesamt 180 Millionen DM vereinbart. 1976 wurde die Erdölleitung vom Irak zum Hafen nach Baniyas geschlossen.
1976 begann der Aufstand der Muslimbrüder in Syrien.
Bei einer Konferenz in Kairo vom 18. bis 21. Dezember 1976 beschlossen Assad und der ägyptische Staatspräsident Anwar as-Sadat die Schaffung eines „Gemeinsamen Politischen Kommandos“, dem am 28. Februar 1977 auch der Sudan beitrat. Ab 1976 intervenierte Syrien auf Ersuchen des libanesischen Staatspräsidenten Suleiman Frangieh im Libanesischen Bürgerkrieg und stationierte mehr als 20.000 Soldaten.
Ein Kennzeichen von Assads Politik war der gleichzeitige Ausbau der Beziehungen zur Sowjetunion als auch die Kooperation mit den westlichen Staaten und die Erhöhung des Einflusses im Libanon, auch durch militärische Intervention. Saudi-Arabien und Kuwait gewährten dem Land Entwicklungskredite unter anderem für den Ausbau der Häfen und die USA gewährten Kredite für zurückgestellte Projekte darunter für den Bau einer großen Düngemittelfabrik. Am 18. Januar 1977 unterzeichnete Syrien mit der Europäischen Gemeinschaft ein Kooperationsabkommen. Im Januar und Juni 1977 wurden mutmaßlich von dem Irak beauftragte Terroristen wegen Sprengstoffanschlägen und Spionage öffentlich gehängt.

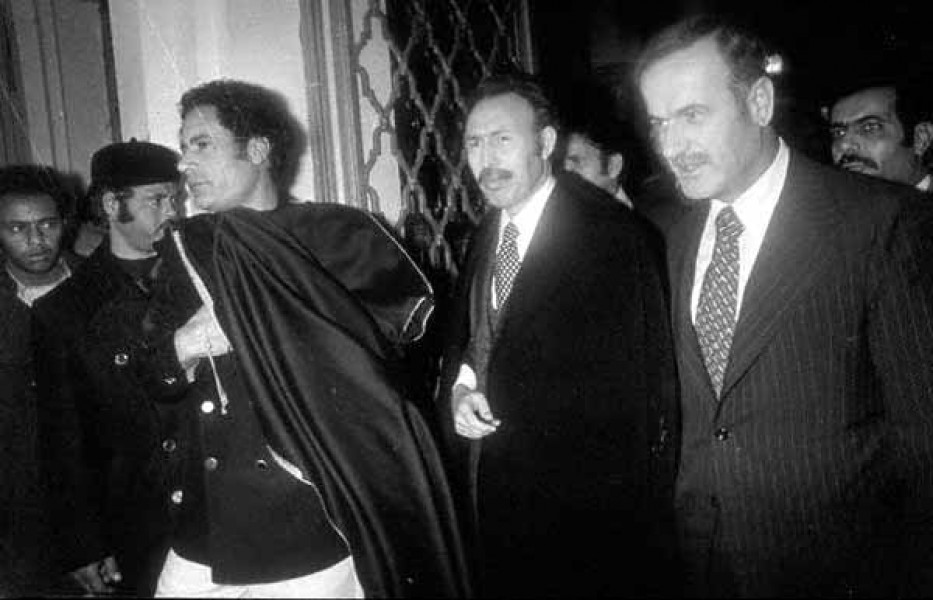
Muammar al-Gaddafi (Libyen), Houari Boumedienne (Algerien) und Hafiz al-Assad während des Gipfeltreffens der Ablehnungsfront gegen die Sadat-Initiative in Tripolis im Dezember 1977

Die ägyptische Friedensinitiative unter Anwar as-Sadat mit Israel führte erneut zu einem Bruch der Beziehungen zu Ägypten. Syrien leitete daraufhin eine engere Kooperation mit Libyen unter Muammar al-Gaddafi ein, der ebenfalls die Initiative vehement ablehnte und im Juli sogar in den Libysch-Ägyptischen Grenzkrieg mündete. Im Dezember 1977 nahm Assad am Gipfeltreffen der Ablehnungsfront gegen die Sadat-Initiative in Tripolis teil. Libyen gewährte Syrien einen Kredit über 1 Milliarde US-Dollar für die Beschaffung von Waffen in der Sowjetunion und beide Staaten gründeten am 21. Januar 1978 eine gemeinsame Investitionsgesellschaft mit einem Kapital von 100 Millionen US-Dollar. Geldgeber waren auch Kuwait und das Emirat Abu Dhabi.

### 2. Amtsperiode 1978–1985
Am 8. Februar 1978 wurde Hafiz al-Assad bei einem Referendum mit 97 % der Stimmen für weitere 7 Jahre wiedergewählt. Im Juli 1978 unterzeichnete Syrien mit der Bundesrepublik Deutschland ein Kapital- und Technologiehilfeabkommen. Deutschland unterstützte mehrere Großbau- und Bewässerungsprojekte mit 100 Millionen DM. Im August 1978 stellten die USA die Wirtschaftshilfe für Syrien ein.
Zur Innenpolitik gehörte die massive Unterdrückung der islamistischen Opposition, die zu Terroranschlägen durch Muslimbrüder führte. Nach einem weiteren Anschlag in der Militärakademie von Aleppo im Juni 1979, dem 50 alawitische Kadetten zum Opfer fielen, ging die Regierung verschärft gegen die Muslimbrüder vor, bei der zahlreiche in dem Anschlag verwickelte Personen gehängt wurden.
Am 26. Oktober 1978 kam es zur Aussöhnung zwischen dem irakischen Flügel und syrischen Flügel der Baath-Partei. Hafiz al-Assad und der irakische Präsident Ahmad Hasan al-Bakr unterzeichneten in Bagdad auf Grundlage des Panarabismus eine „Charta für eine gemeinsame nationale Aktion Syrien-Irak“. Am 15. Januar 1979 wurde die Bildung einer Syrischen-Irakischen Union beschlossen, in der die Bereiche Wirtschaft und Verteidigung vereint werden sollten. Der Pass- und Visumzwang wurde zwischen beiden Staaten aufgehoben und die gemeinsame Grenze geöffnet. Im Juli 1979 wurde vereinbart, die Union beider Staaten nur schrittweise zu planen. Im Mai 1979 gab die Bundesrepublik Deutschland bekannt, Syrien projektgebundene Entwicklungskredite in Höhe von 65 Millionen DM zu gewähren und eine nicht rückzahlbare technische Hilfe von 11 Millionen DM. 1979 erfolgt wieder die Inbetriebnahme der seit 1976 geschlossenen Erdölleitung vom Irak zum Hafen nach Baniyas.
Am 7. März 1980 kam es in Aleppo zu schweren Unruhen, für die fanatische Anhänger der Muslimbrüder verantwortlich gemacht wurden. Die verschiedenen Gruppen der Muslimbrüder, die sich gegen die laizistisch-sozialistischen Reformen wehrten, schlossen sich im November 1980 zur Vereinigten Islamischen Front zusammen.
Im März 1980 zog Syrien auch seine Truppen aus dem christlichen Viertel im Südosten und Osten der libanesischen Hauptstadt Beirut ab und überließ die Kontrolle libanesischen Einheiten. Mit Einverständnis des libanesischen Präsidenten Elias Sarkis verblieben die syrischen Truppen in West-Beirut. Die Kosten für die langjährige Intervention im Nachbarland führte zu einer enormen wirtschaftlichen Belastung für Syrien und lange Zeit war Saudi-Arabien einer der wichtigsten Geldgeber.
Am 9. September 1980 und zum 11. Jahrestag der libyschen Revolution vereinbarte Assad mit Muammar al-Gaddafi eine Libysch-Syrische Union, die aber nicht über den Planungsstadium hinausging und bereits im Dezember scheiterte.
Am 8. Oktober 1980 unterzeichnete Hafiz al-Assad in Moskau zusammen mit dem sowjetischen Staats- und Parteichef Leonid Breschnew einen Vertrag über Freundschaft und Zusammenarbeit über 20 Jahre, der ab 2. Dezember in Kraft trat. Er erlaubte auch der sowjetische Seekriegsflotte mit ihrem Detachement im Mittelmeer (Eskadra) die Nutzung der Marinebasis Tartus. Die syrischen Streitkräfte erhielten zudem aus der Sowjetunion moderne taktische Boden-Boden-Raketen vom Typ 9K79 Totschka (NATO-Code: SS-21 Scarab).
Im April 1981 kam es erneut zu schweren Zusammenstößen in Hama und Homs zwischen Anhängern der Muslimbruderschaft und den syrischen Sicherheitskräften. Syrien beschuldigte unterdessen Jordanien, die Muslimbruderschaft zu unterstützen. Die jordanische Regierung wiederum warf Syrien vor, Destabilisierungen in Jordanien gefördert zu haben. Der Streit führte im Frühjahr 1981 zu Truppenkonzentrationen an der Grenze beider Staaten.
Im Mai 1981 wurden zwei syrische Hubschrauber im Libanon von israelischen Kampfflugzeugen abgeschossen. Die syrischen Streitkräfte stationieren daraufhin in der Bekaa-Ebene östlich von Zahlé mehrere moderne Flugabwehrraketenstellungen des sowjetischen Typs 2K12 Kub (NATO-Code: SA-6 Gainful). Israel wollte die Stationierung nicht dulden, da die Luftaufklärung über dem Libanon von der nationalen Sicherheit abhängig sei. Es kam auch zu schweren Kämpfen zwischen christlichen Milizen und der syrischen Armee um die libanesische Stadt Zahlé. Israel drohte unterdessen mit einem direkten Eingreifen seiner Streitkräfte gegen die syrischen Einheiten im Libanon. Am 5. Mai 1981 beauftragte US-Präsident Ronald Reagan den Sondergesandten Philip Habib nach Libanon zur Entschärfung des Konflikts. Nach einem Treffen der Außenminister des Libanons, Syriens, Saudi-Arabiens und Kuwaits sowie des Generalsekretärs der Arabischen Liga in Dschidda am 23. und 24. Juni 1981 führt zu einer Entspannung der Lage um Zahlé. Die syrischen Einheiten hoben die Blockade der Stadt auf und rund 300 libanesische Soldaten übernahmen die Kontrolle der Stadt bei gleichzeitigem Abzug der christlichen Milizen. Aus den Parlamentswahlen am 9. und 10. November 1981 geht erneut die regierende Baath-Partei als Sieger hervor. Am 29. November 1981 führte ein Bombenanschlag in Damaskus zu mindestens 100 Toten und mehr als 150 Verletzte.

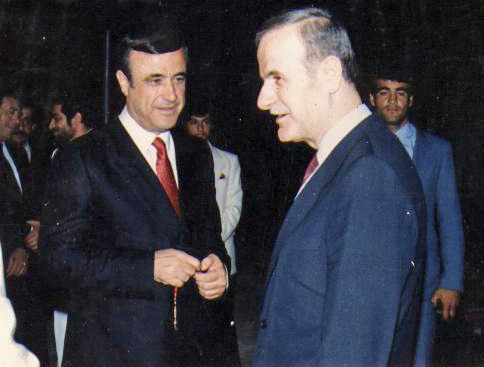
Rifaat al-Assad (links) zusammen mit seinem Bruder Hafiz al-Assad

Ein folgenschwerer Aufstand, wiederum von Muslimbrüdern angezettelt, ereignete sich am 3. Februar 1982 in der mittelsyrischen Stadt Hama. Die hochgerüstete Armee griff während der 10 Tage andauernden Kämpfe mit Panzern und Flugzeugen ein, und dabei wurden große Teile der Altstadt zerstört und viele Menschen getötet (siehe Demozid). Der Niederschlagung des Aufstands folgte eine umfangreiche Verhaftungswelle, die der fundamentalistischen Opposition das Rückgrat brach. In der Folge verstärkte sich Assads Machtposition. Am 11. März 1982 bildeten verschiedene Oppositionsgruppen das Bündnis Charta der Nationalen Allianz für die Befreiung Syriens und riefen zum Sturz von Hafiz al-Assad auf. Am 8. April 1982 schloss Syrien die Grenze zum Irak, da nach Regierungsangaben über die Grenze Saboteure und Waffen eingeschleust würden.
Während des Ersten Golfkriegs 1980–1988 ist Syrien einer der wenigen Verbündeten des Iran gegen den Irak. Am 10. April 1982 untersagte es den Durchfluss irakischen Öls durch die Erdölleitungen auf seinem Territorium. Damit reduzierte sich die Exportquote des Irak auf 600.000 Barrel täglich. Der auch aufgrund des Golfkrieges eilig gegründete Golf-Kooperationsrat stand dem Irak beim Ausfall seiner Erdöleinnahmen zur Seite und hat den Irak mit 50 Milliarden US-Dollar an Krediten und Schenkungen unterstützt.

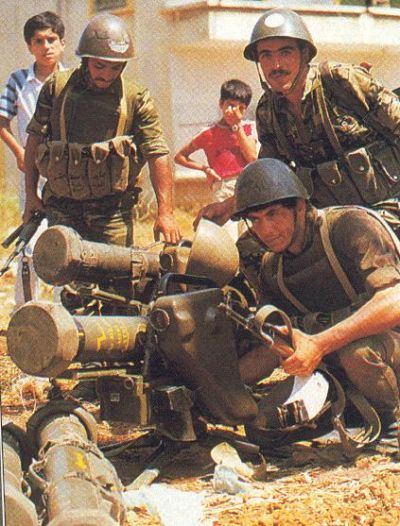
Syrische Soldaten mit einer Panzerabwehrlenkwaffe des französischen Typs MILAN während des Libanonkrieges 1982

Im Juni 1982 kam es zum ersten Libanonfeldzug der israelischen Streitkräfte mit der Bezeichnung Operation Frieden für Galiläa. Während des libanesischen Bürgerkriegs besetzte Israel den Südlibanon und bekämpfte Einheiten der Palästinensischen Befreiungsorganisation (PLO), die letztendlich kapitulieren mussten. Während des Feldzugs zerstörten die israelischen Streitkräfte mehrere syrische Flugabwehrraketenstellungen, zahlreiche Flugzeuge und gepanzerte Fahrzeuge die vorwiegend entlang der Autobahn zwischen Beirut und Damaskus stationiert wurden. Die politisch-militärische Lage im Nahen Osten wurde ab den 1980er Jahren zunehmend auch durch den Kalten Krieg beeinflusst, in den die Supermächte ihre jeweiligen Verbündeten wirtschaftlich, finanziell und auch militärisch unterstützten sowie durch die stärkere Islamisierung und die politische Uneinigkeit der arabischen Staaten. Wichtigster Außenhandelspartner Syriens für den Export von Erdöl und Baumwolle war die Bundesrepublik Deutschland, Saudi-Arabien, die Sowjetunion, Großbritannien, Frankreich und Griechenland.
Obwohl die Militärausgaben die syrische Wirtschaft erheblich belasteten, wurden weitere Waffensysteme beschafft. Im Januar 1983 gab Syrien die Aufstellung von Langstrecken-Luftabwehrsysteme des sowjetischen Typs S-200 (NATO-Code: SA-5 Gammon) bekannt. Am 24. Juni 1983 forderte Assad den PLO-Vorsitzenden Jassir Arafat auf das Land zu verlassen. Arafat warf Syrien vor, sich bei internen Auseinandersetzungen innerhalb der Fatah gegen ihn gestellt zu haben.
Im Libanon wurde Ende 1982 in Beirut eine Multinationale Friedenstruppe (MNF) mit Soldaten aus Frankreich, Großbritannien und den USA stationiert, die den israelischen und syrischen Rückzug aus Beirut und den Abzug der PLO überwachten. 1983 kam es zu zwei schweren Bombenanschlägen auf die US-Botschaft und den US-Stützpunkt der Friedenstruppen in Beirut, der zum Abzug der MNF führte. Als Antwort auf die Anschläge im Oktober 1983 starteten die Franzosen einen Luftschlag auf die von Syrien kontrollierte Bekaa-Ebene gegen Positionen der Iranischen Revolutionsgarde. US-Präsident Ronald Reagan plante einen Angriff auf die Scheich-Abdullah-Kaserne in Baalbek im Libanon, von der vermutet wurde, dass die Iranische Revolutionsgarde hier Hisbollah-Kämpfer ausbilden würde. Jedoch stoppte US-Verteidigungsminister Weinberger die Mission, da er eine Schädigung der Beziehungen zwischen den USA und anderen arabischen Nationen befürchtete. Am 5. Dezember 1983 kommt es zu Feuergefechten zwischen syrischen Truppen und US-Soldaten, nachdem die USA Stellungen der Syrer im Libanon angriffen. Am Tag darauf konnte die syrische Luftabwehr zwei israelische Aufklärungsdrohnen abschießen. Syrien bekräftigte, dass ein Truppenabzug erst nach der Wiederherstellung der nationalen Einheit des Libanons in Frage kommt und forderte die USA auf ihre Nahostpolitik zu überdenken.
Im Mai 1983 schlossen sich in Damaskus die Dissidenten aus der Fatah-Bewegung die sich gegen Jassir Arafat stellten mit der von Ahmad Dschibril geführten Volksfront zur Befreiung Palästinas – Generalkommando (PFLP-GC) zusammen, und vereinten auch die ehemaligen Kämpfer der syrisch-kontrollierten PLO-Gruppierung as-Sa'iqa (bis 1979 unter Führung von Zuhair Muhsin) und die Splittergruppe Palästinensische Volkskampffront (PPSF) zur Nationalistischen Palästinensischen Allianz zusammen, auch bekannt als palästinensische Ablehnungsfront.
Am 28. Juni 1983 kam es auf den Golanhöhen bei Kuneitra zu einem Kriegsgefangenenaustausch von sechs israelischen Soldaten gegen 291 syrische Gefangene. Im Juli 1984 unterzeichneten Syrien und Libyen ein Abkommen zur militärischen Zusammenarbeit. Am 25. November 1984 besuchte der französische Staatspräsident François Mitterrand Damaskus. Dabei spielte die Libanonpolitik eine große Rolle. Mitterrand hob dabei die besondere Rolle Syriens im Libanon vor und fügte hinzu, man solle Syrien nicht dafür tadeln, dass es „den libanesischen Bürgerkrieg beendet“ habe. Im Gegenzug sah Assad eine gewisse Anerkennung französischer Interessen im Libanon.
Am 26. Januar 1985 gab der syrische Staatsrundfunk bekannt, dass alle Angehörigen der Muslimbruderschaft, die in den vergangenen Jahren das Land verlassen haben, von der Regierung amnestiert wurden.
Am 9. September 1985 kam es in Damaskus zu einem Treffen zwischen Elie Hobeika dem Führer der vom Irak unter Saddam Hussein unterstützten Forces Libanaises (FL) und dem syrischen Außenminister Abdel Halim Khaddam zur Erörterung der Lage im Libanon. Die weiteren Verhandlungen mündeten am 28. Dezember 1985 zu einem ersten Friedensabkommen (Dreiparteienvereinbarung mit der Unterzeichnung von Nabih Berri und Walid Dschumblat) mit dem Ziel der Beendigung des libanesischen Bürgerkrieges. Die Vereinbarung stieß aber auf erheblichen Widerstand von Samir Geagea und anderer führender FL-Vertreter und führte im Januar 1986 zur gewaltsamen Absetzung von Hobeika und damit auch zu keinen weiteren Bestand der Vereinbarung mit Syrien.
In der saudischen Hauptstadt Riad trafen sich am 21. Oktober 1985 erneut die Regierungschefs von Syrien und Jordanien und es kam zur Normalisierung der Beziehungen. In einem Kommuniqué gab der saudische Kronprinz Abdullah ibn Abd al-Aziz bekannt, dass beide Staaten sich darauf einigten, die Beschlüsse der arabischen Gipfelkonferenzen anzuerkennen, den saudischen Fez-Plan von 1982 über die Verwirklichung eines gerechten und dauerhaften Friedens im Rahmen einer internationalen Konferenz und aller wichtigen Parteien und die Ablehnung separater Vereinbarungen mit Israel.

### 3. Amtsperiode 1985–1992
Bei einer Volksabstimmung am 10. Februar 1985 wurde Hafiz al-Assad als einziger Kandidat erneut mit 99,97 Prozent der abgegebenen Stimmen für eine 3. Amtsperiode von 7 Jahren wiedergewählt. Vizepräsidenten wurden Rifaat al-Assad und Zuhair Maschariqa.
Am 6. Februar 1986 rief Syrien den Sicherheitsrat der Vereinten Nationen wegen eines Luftzwischenfalls an, da die israelische Luftwaffe ein libysches Passagierflugzeug über dem Mittelmeer abgefangen hat. Israel vermutete palästinensische Untergrundkämpfer an Bord (auch Angehörige der Abu-Nidal-Organisation wurden vermutet). Syrien drohte gleichzeitig Israel mit Vergeltung. Während Libyen mit Handels- und Wirtschaftsembargo der USA belegt wurde. Im Februar 1986 wurden 7.500 syrische Soldaten nach West-Beirut zur Eindämmung der Aktivitäten der schiitischen terroristischen Hisb-Allah entsandt und zur Stärkung der Position als Ordnungsmacht im Libanon.
Im Februar 1986 kommt es zur Wiederannäherung zwischen Syrien und Jordanien unter anderem nach dem Bruch des jordanischen Königs Hussein I. mit der PLO.
Am 17. März 1986 beschuldigte die syrische Regierung den Irak an einem Autobombenanschlag am 13. März in Damaskus beteiligt gewesen zu sein, bei dem 60 Menschen getötet wurden. Zwei Tage vor der US-Operation El Dorado Canyon am 13. April zur Bombardierung libyscher Städte gab Syrien offiziell bekannt, Libyen im Falle einer US-Intervention zu unterstützen. Am 24. Oktober 1986 brach Großbritannien die diplomatischen Beziehungen mit Syrien ab, da es Beweise für syrische Verwicklungen in terroristischen Aktivitäten auf britischem Boden sah. Syrien reagierte darauf ebenfalls mit dem Abbruch der Beziehungen und sperrte seine Flughäfen und den Luftraum für britische Flugzeuge und die Häfen für britische Schiffe. Aus Solidarität mit Syrien ließ auch Libyen den Luftraum für Großbritannien sperren. Im November 1986 schlossen die USA ihre Botschaft in Damaskus. Am 10. November 1986 vereinbaren die Außenminister der Europäischen Gemeinschaft (EG) in London weitere Sanktionen gegen Syrien. Hierzu zählt ein Waffenexportverbot, die strengere Überwachung der syrischen Diplomaten und die Einstellung der politischen Kontakte auf höchster Ebene zu Syrien. Am 25. November 1986 gestanden die Terroristen Ahmad Hasi und Faruk Salamah vor Gericht im März 1986 den Sprengstoffanschlag auf die Deutsch-Arabische Gesellschaft in West-Berlin im Auftrag Syriens unternommen zu haben. Am 26. November erlässt die Bundesrepublik Deutschland weitere Sanktionen gegen Syrien und stellte die Entwicklungshilfe ein.
Am 3. September 1987 kehrte der US-Botschafter wieder nach Damaskus zurück. Das US-Außenministerium beließ Syrien aber weiterhin auf einer Liste der Länder die den Terrorismus förderten.
1986 wurde mehr als die Hälfte des Staatshaushaltes für das Militär ausgegeben und die Besetzung eines Teils in Libanon durch rund 25.000 Soldaten kostete nach Expertenschätzungen Syrien täglich rund 250.000 US-Dollar. Syriens Auslandsschulden beliefen sich Mitte 1986 auf über 4 Milliarden US-Dollar.
Im Juli 1987 besuchte der türkische Ministerpräsident Turgut Özal Syrien. Dabei wurde die Verpflichtung der Türkei vereinbart, pro Sekunde 500 m³ Wasser des Euphrat über die Grenze fließen zu lassen. Damit wollte die Türkei syrischen Befürchtungen begegnen, dass die weiteren geplanten Energie und Bewässerungsprojekte in Südostanatolien mit mehreren Talsperren, zu Engpässen der Wasserversorgung Syriens führen könnte.
Im November 1987 kam es zu einer Regierungsumbildung. Mahmoud Zuabi ersetzte dabei den seit Januar 1980 amtierenden Regierungschef Abdul Rauf al-Kasm aufgrund der katastrophalen wirtschaftlichen Lage. Zuabi gelang es 1988 auch durch eine Rekordernte sowie von der 1989 ausgeweitete Erdölförderung die Wirtschaft mit Deviseneinnahmen von rund 500 Millionen US-Dollar langsam zu sanieren. Auch wurde zur Ankurbelung der Wirtschaft die Ausweitung des privaten Sektors zugelassen, der aber größtenteils weiterhin von der Machtelite kontrolliert wurde. 1988 wurde ein Wirtschaftswachstum von 7 Prozent erzielt und die geschätzte Inflationsrate von 45 bis 50 % im Jahr 1987 auf 15 bis 18 % 1988 gesenkt.
Am 24. April 1988 empfing Assad den PLO-Führer Jassir Arafat zu einem Versöhnungsgespräch in Damaskus. Am 27. Mai 1988 verstärkte die syrische Armee ihre Präsenz in Südbeirut um 900 Soldaten um die Kämpfe von zwei schiitischen Milizen zu beenden.
Das Abkommen von Taif vom 22. Oktober 1989 beendete den seit 1975 andauernden libanesischen Bürgerkrieg und außenpolitisch wurden „besondere Beziehungen“ zwischen den beiden Ländern Libanon und Syrien vereinbart. Dadurch wurde der Spielraum libanesischer Entscheidungen, letztlich die Souveränität des Libanon, eingeschränkt. Das Abkommen sah den Abzug der syrischen Truppen vor, zuerst auf die Bekaa-Ebene und dann gemäß beiderseitigem Einvernehmen. Syriens Argument gegen einen Abzug war, dass dieser erst im Rahmen einer umfassenden Friedenslösung im Nahen Osten passieren kann. Das heißt, erst nach der Rückgabe der seit 1967 von Israel besetzten – und später annektierten – Golan-Höhen an Syrien und nach einer Lösung des Konfliktes zwischen Israel und den Palästinensern. Bis 2005 garantierten syrische Truppen im Libanon den brüchigen Frieden zwischen den Volksgruppen.
Während des Zweiten Golfkriegs besuchte Außenminister Hans-Dietrich Genscher die Regierung in Damaskus im Februar 1991 und sagte den Syrern Finanzhilfen für landwirtschaftliche Bewässerungsprojekte in Höhe von 100 Millionen DM zu. Syrien entsandte während des Golfkriegs für die von den USA angeführten Koalitionsstreitkräfte gegen den Irak rund 17.000 Soldaten, darunter eine Panzerdivision, die auf saudischen Boden stationiert wurde.
1990 wurden in Syrien 430.000 Barrel Rohöl pro Tag gefördert und das Wirtschaftswachstum betrug erneut rund 7 Prozent. Aufgrund des Einsatzes Syriens im Zweiten Golfkrieg auf Seiten der Koalitionsstreitkräfte zahlte Saudi-Arabien an Syrien Finanzhilfen in Höhe von 2,14 Milliarden US-Dollar. Dennoch betrug Syriens Auslandsverschuldung 1991 rund 16,5 Milliarden US-Dollar, die vor allem auf die hohen Rüstungsausgaben zurückzuführen sind.
Am 30. Oktober 1991 begannen die unter der Schirmherrschaft der USA und der Sowjetunion, später Russlands durchgeführten Nahost-Friedensgespräche in Madrid. Im Dezember 1991 kam es bei den zweiten Nahost-Friedensgesprächen in Washington zu ersten bilateralen Verhandlungen zwischen Syrien und Israel. Im April 1992 hob Assad das Ausreiseverbot der in Syrien lebenden jüdischen Minderheit auf und es wurde Ausreisevisa erteilt. Im August und September 1992 fanden in Washington weitere bilaterale Verhandlungen zwischen Israel und den arabischen Nachbarstaaten Jordanien, Libanon und Syrien sowie zwischen Israel und den Palästinensern statt.

### 4. Amtsperiode 1992–1998

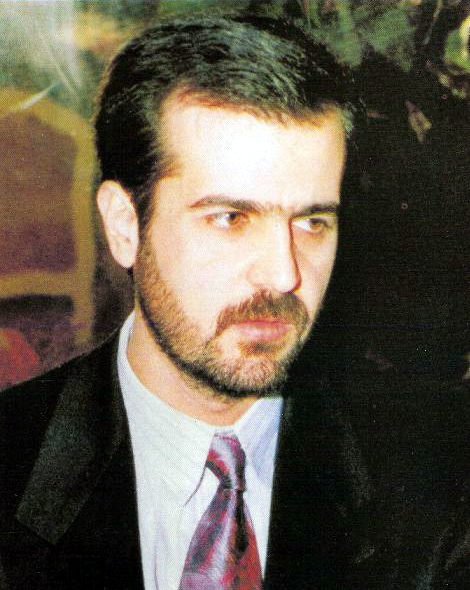
Basil Assad, vor 1994

Am 2. Dezember 1991 wurde Hafiz al-Assad mit 99,98 Prozent der Stimmen und ohne Gegenkandidaten wiedergewählt. Die vierte Amtsperiode begann am 13. März 1992.
Am 15. April 1992 gab die Türkei bekannt, dass in Syrien zahlreiche Aktivisten der kurdischen Arbeiterpartei Kurdistans (PKK), welche militärisch operiert, festgenommen wurden.
1994 kam Assads ältester Sohn Basil, der sein Nachfolger werden sollte, bei einem Autounfall in der Nähe des Flughafens von Damaskus ums Leben.
Am 27. Oktober 1994 besuchte mit Bill Clinton erstmals seit 1974 ein US-Präsident offiziell das Land, um Syrien zu mehr Kompromissbereitschaft im Nahostfriedensprozess zu bewegen. Auch der russische Außenminister Andrei Kosyrew versuchte Syrien von einer Wiederaufnahme der syrisch-israelischen Verhandlungen zu überzeugen. Am 20. März 1995 sagte Russland nach der Unterzeichnung eines Nahost-Friedensvertrages zu, ein Garant für Sicherheit der Golanhöhen zu sein. Am 24. Mai 1995 vereinbarten syrische und israelische Unterhändler eine Rahmenübereinkunft über Sicherheitsaspekte eines israelischen Abzugs von den 1967 besetzten Golanhöhen. Rund 12.600 Israeli lebten 1995 in 31 Siedlungen. Am 26. Mai erklärte der israelische Ministerpräsident Jitzchak Rabin das in einer Übergangsphase bis 1998 eine Normalisierung der Beziehungen zu Syrien erreicht werden sollen bis hin zur Aufnahme direkter diplomatischer Beziehungen. Der israelische Außenminister Schimon Peres erklärte bei einem Treffen am 28. Mai 1995 mit PLO-Chef Jassir Arafat und dem marokkanischen König Hassan II. in Rabat, dass es sich bei den Golanhöhen um syrisches Gebiet handele und die israelische Regierung über Pläne für die Auflösung jüdischer Siedlungen verfüge. Die neue israelische Regierung unter Benjamin Netanjahu wollte an einer Sicherheitszone im Südlibanon festhalten und konnte sich 1996 nicht weiter mit Syrien um die Golanhöhen einigen. Netanjahu lehnte den Rückzug von den Golanhöhen und den Abzug der jüdischen Siedler als Bedingung für die von Syrien geforderten Voraussetzungen für einen Frieden ab. Im September 1996 kam es zu Auseinandersetzungen mit Israel um syrische Militärmanöver im Libanon und die Verlegung von israelischen Panzereinheiten auf den Golanhöhen.
Am 3. August 1996 besuchte der jordanische König Hussein I. Präsident Assad in Damaskus und es war damit das erste Zusammentreffen nach dem von Syrien abgelehnten jordanisch-israelischen Friedensvertrag von Oktober 1994. Bei den Parlamentswahlen am 24. und 25. August 1996, erreichte die Nationale Progressive Front (NPF) insgesamt 167 Sitze, davon für die Baath-Partei 135 Sitze und den sozialistischen Kleinstparteien der NPF 32 Sitze sowie 83 Sitze an Unabhängige.
Im Januar und Februar 1997 kann die von Iran und Syrien unterstützte Hisbollah weite Teile im Südlibanon unter ihre Kontrolle bringen und feuerte mehrere Katjuscha-Raketen auf Stellungen der israelischen Armee und auf jüdische Siedlungen ab. Die israelische Luftwaffe flog daraufhin Luftangriffe gegen die Hisbollah im Libanon.
1997 wurde durch 14 der 22 Mitgliedsstaaten der Arabischen Liga (namentlich von Ägypten, Bahrain, Irak, Katar, Kuwait, Libanon, Libyen, Marokko, Oman, Saudi-Arabien, Sudan, Syrien, Tunesien und den Vereinigten Arabischen Emiraten) auf einem Treffen in Amman die panarabische Freihandelszone Greater Arab Free Trade Area (GAFTA) gegründet. Im April 1998 beschlossen Syrien zusammen mit dem Libanon die von Israel geforderten Sicherheitsgarantien für einen Rückzug aus dem Libanon abzulehnen und bestand auf weitere Verhandlungen zum Abzug von den seit 1967 besetzten Golanhöhen. Am 1. Juli 1998 beschloss Israel die UN-Resolution 425 des Sicherheitsrates der Vereinten Nationen von 1978 anzuerkennen und leitete den Rückzug der Truppen aus der Sicherheitszone im Südlibanon ein.
Am 8. Februar 1998 entlässt Hafiz al-Assad offiziell seinen Bruder Rifaat al-Assad als Vizepräsident, der bis 1996 im Ausland lebte. Grund für das Zerwürfnis war der versuchte Putsch 1984, wo er mit seinen Sondereinheiten und mehreren Panzern versuchte, die Kontrolle über die Hauptstadt zu erlangen. Nach der missglückten Machtübernahme ging er ins Exil nach Frankreich und Spanien.
Entgegen der Resolutionen des UN-Sicherheitsrates gegen den Irak, vereinbarte Syrien am 14. Juli 1998 mit dem Nachbarland die Wiedereröffnung der Erdölleitung Kirkuk-Baniyas und den Bau einer weiteren Erdölleitung. Im November 2000 wurde Tapline (Trans-Arabian pipeline) eröffnet.
Vom 16. bis 18. Juli 1998 besuchte Hafiz al-Assad Frankreich und der französische Präsident Jacques Chirac – der 1996 Damaskus besuchte – lobte die freundschaftlichen und guten diplomatischen Beziehungen.

### 5. Amtsperiode 1999–2000
Am 10. Februar 1999 erreichte Hafiz al-Assad als einziger Kandidat bei der Volksabstimmung über das Amt des Staatspräsidenten offiziell 99,9 Prozent der Stimmen. Seine Amtszeit war bis 2006 vorgesehen.
Am 12. Oktober 1999 nahm die syrische Armee den Privatflugplatz des ehemaligen Vizepräsidenten Rifaat al-Assad in Latakia unter ihre Kontrolle. Dabei kam es zu mehreren Todesopfern. Offenbar wollte Hafiz al-Assad den Einfluss seines Bruders auf eine mögliche Amtsnachfolge einschränken.
Am 15. Dezember 1999 begannen in Washington Friedensgespräche zwischen Israel und Syrien. Dabei ging es um den Abzug israelischer Truppen von den Golanhöhen, um die Situation der 17.000 jüdischen Siedler und um die Wasserzufuhr des Jordans.
Am 3. Januar 2000 kam es im US-amerikanischen Shepherdstown, West Virginia zum Treffen zwischen dem israelischen Ministerpräsidenten Ehud Barak und dem syrischen Außenminister Faruk al-Shara ohne weitere Verhandlungserfolge. Nachdem über 100.000 Israelis in Tel Aviv gegen einen Abzug von den Golanhöhen demonstrierten, wurden die Verhandlungen mit Syrien abgebrochen und in der Knesset wurden ein Gesetz verabschiedet, das weitere Friedensverhandlungen mit Syrien um die Golanhöhen unmöglich machte, da künftig eine absolute Mehrheit im Parlament hierzu vorliegen muss.
Am 3. Mai 2000 verlieh die UNESCO dem seit 1992 inhaftierten syrischen Journalisten Nizar Nayyouf den Guillermo Cano World Press Freedom Prize.
Am 10. Juni 2000 starb Hafiz al-Assad im Alter von 69 Jahren an einer Lungenfibrose.

## Regime unter Baschār al-Assad (2000–2024)

### 1. Amtsperiode 2000–2007

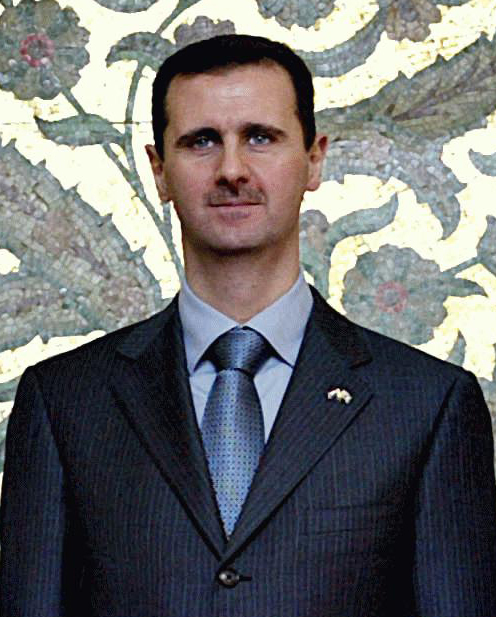
Baschar al-Assad (2003)

Nach dem Tod Hafiz al-Assads am 10. Juni 2000 wurde am 10. Juli sein zweitjüngster Sohn Baschar al-Assad nach einer Verfassungsänderung bezüglich des Mindestalters eines Präsidenten von ursprünglich 40 Jahren mit einer Mehrheit von 97,29 % (offizielles Wahlergebnis bei einer Wahlbeteiligung von 94,6 %) zum neuen Präsidenten gewählt.
Baschār, der unter anderem in London studiert und auch dort geheiratet hatte, galt als liberaler als sein Vater. Erstes Anzeichen eines neuen politischen Kurses war die Freilassung von 600 politischen Gefangenen im November 2000. Der Damaszener Frühling begann: Baschar al-Assad verfolgte einen Reformkurs, dessen Umsetzung jedoch bei konservativen Kräften auf Widerstand stieß. Allgemein erhoffte sich die Bevölkerung eine weitere Öffnung des Landes, wie sie von Hafiz al-Assad in den 1990er Jahren begonnen worden war. Unter Baschar wurde unter anderem die Benutzung des Internets erlaubt.
Am 16. November 2000 amnestierte Assad rund 600 politische Gefangene, darunter 100 Libanesen und 380 Mitglieder der Muslimbruderschaft.
Am 11. Dezember 2000 wurden von Syrien 48 politische, zumeist christliche Gefangene freigelassen, die sich zum Ende des libanesischen Bürgerkriegs in syrischer Haft befunden hatten. Im Libanon flammten antisyrische Kundgebungen auf, die der ehemalige christliche General der Forces Libanaises, Michel Aoun, an den Hochschulen in Beirut organisierte. Zahlreiche Christen und Intellektuelle forderten einen gleichberechtigten syrisch-libanesischen Dialog zur Wiederherstellung der vollen Souveränität des Libanons. Assad ordnete als Entgegenkommen den Abzug von 6.000 Soldaten aus Beirut an, die syrischen Streitkräfte kontrollierten aber noch weite Gebiete der Bekaa-Ebene.
Im Januar 2001 appellierten an Assad mehrere Intellektuelle die Erneuerung der syrischen Zivilgesellschaft und demokratische Freiheiten. Der Ausnahmezustand im Land wurde unterdessen im Januar teilweise aufgehoben, aber die Bürgerrechtsbewegungen wurden weiterhin unter Druck gesetzt und kriminalisiert. Am 6. Mai 2001 wurde der inhaftierte syrische Journalist Nizar Nayyouf der im Mai 2000 den Guillermo Cano World Press Freedom Prize der UNESCO erhielt, freigelassen, kam am 20. Juni 2001 kurz vor einer Presseerklärung über die Rolle des syrischen Nachrichtendienstes im In- und Ausland, durch eine Entführung in Haft und kam erst später wieder in Freiheit.
Im September 2001 wurden wiederum zahlreiche bekannte Oppositionelle inhaftiert. Nach Demonstrationen und Zusammenstößen mit den Sicherheitsdiensten wurden im Frühjahr 2004 hunderte syrischer Kurden, darunter auch Kinder, verhaftet.
Unter Präsident Baschar al-Assad wurden erstmals auch genauere Wirtschaftsdaten veröffentlicht. Danach betrug 2001 die Arbeitslosigkeit 45 Prozent in der Stadt und 55 Prozent in den ländlichen Regionen. Rund 25 Prozent aller Erwerbstätigen, insgesamt rund 2,5 Millionen Syrer, wurden vom Staat bezahlt.
Am 29. März 2001 wurden per Gesetz erstmals wieder Privatbanken zugelassen. Der Bankensektor war 1963 verstaatlicht worden. Im Außenhandel war die Bundesrepublik Deutschland einer der wichtigsten Partner neben Italien, Frankreich, auch die Türkei und Saudi-Arabien. Syrien exportierte im Jahr 2000 Güter im Wert von 4,94 Milliarden US-Dollar, darunter zu 63 % Rohöl. Die Auslandsverschuldung Syriens lag 2000 bei 21,6 Milliarden US-Dollar.
Präsident Baschar al-Assad reiste am 3. März 2002 in den Libanon und unterstrich mit seinem Besuch die Anerkennung der Souveränität des Libanons. Bei Gesprächen mit Präsident Émile Lahoud bot Syrien Hilfen bei der Bewältigung der Wirtschaftskrise an, darunter die Unterstützung beim Bau von zwei Staudämmen für Bewässerungsprojekte und subventionierte Strom und Erdgaslieferungen.
Am 24. November 2002 wurden 113 politische Gefangene freigelassen, darunter mehrere Muslimbrüder, die seit 1982 sich in Haft befanden.
Nach dem von der Koalition der Willigen unter Führung der USA beendeten Irakkrieg, der die Besetzung Iraks zur Folge hatte, besuchte am 3. Mai 2003 US-Verteidigungsminister Colin Powell Damaskus, um über die Unterstützung für die gestürzte irakische Baath-Partei zu sprechen. Weitere Themen waren auch die Unterstützung für radikale Palästinensergruppen und die Produktion von Chemiewaffen. Syrien erklärte sich bereit, die Büros der Palästinenserbewegungen in Damaskus schließen zu lassen. Im Gegenzug boten die USA wirtschaftliche Hilfen an, nachdem im Irakkrieg im April 2003 die Erdölleitung von Kirkuk ins syrische Baniyas stillgelegt wurde und somit Syrien von illegalen Exporten während der Sanktionen gegen den Irak nicht mehr profitieren konnte. Am 19. Juni 2003 unternahmen die USA an der syrisch-irakischen Grenze einen Angriff auf einen irakischen Konvoi, der nach Syrien einreisen wollte. Die USA hatten den gestürzten Präsidenten Saddam Hussein in einem der Fahrzeuge vermutet. Bei dem US-Angriff wurden auch fünf syrische Soldaten getötet.
Am 2. September 2004 verabschiedete der Sicherheitsrat der Vereinten Nationen in der Resolution 1559 zur vollen Wiederherstellung der Souveränität des Libanons durch den Abzug aller fremden Truppen sowie die Entwaffnung der Milizen, darunter der Hisbollah. Syrien hatte zu dem Zeitpunkt noch 17.000 Soldaten im Land stationiert, wurde in der Resolution aber nicht namentlich genannt und Libanon und Syrien sahen in der Resolution eine Einmischung in die inneren Angelegenheiten der beiden Länder. Ende September wurden dennoch syrische Truppen um Beirut in die Bekaa-Ebene verlegt.
Am 20. Oktober 2004 wurde ein Assoziierungsabkommen mit der Europäischen Union unterzeichnet. Dieses sieht den politischen Dialog vor, ebenso Reformen in Syrien. Darunter gehören auch Vereinbarungen zur Zusammenarbeit in den Bereichen Justiz und Kultur und die Bekämpfung von Kriminalität, Terrorismus und illegale Einwanderung. Syrien erklärte sich auch bereit den Atomwaffensperrvertrag zu unterzeichnen. Die Vereinbarungen mit der Europäischen Union erleichterten den Export von Agrar- und Industrieprodukten in die EU-Staaten.
Im Februar 2005 wurde in Beirut ein Attentat auf den Fahrzeugkonvoi von Rafiq al-Hariri verübt, den ehemaligen und langjährigen Regierungschef des Libanon. Da es Hinweise auf Geheimdienst-Aktivitäten gab, wuchs der internationale Druck auf Syrien. Insbesondere die USA machten dessen Führung für das Attentat verantwortlich. Auch Frankreich forderte von Syrien die volle Souveränität Libanons zurück. Nach weiterem internationalen Druck kündigte Syrien am 5. März 2005 an, sämtliche Truppen aus dem Libanon abzuziehen. Auf dem libanesischen Luftwaffenstützpunkt in Rayak wurde am 26. April 2005 eine Abschiedszeremonie durchgeführt und offiziell verließ nach 28 Jahren der letzte syrische Soldat den Libanon.
Im Februar 2005 ersetzte Assad den seit seiner Machtübernahme amtierenden Chef des militärischen Nachrichtendienstes General Hassan Khalil durch seinen Schwager General Assef Schawkat.
Am 28. Dezember 2005 berichtete die Nachrichtenagentur ITAR-Tass über die Unterzeichnung eines Vertrages zur Erdölförderung zwischen der russischen Investmentholding Credit Line und dem syrischen Ministerium für Öl und Mineralressourcen in Höhe von 2,7 Milliarden US-Dollar.
Während des Libanonkriegs 2006 zwischen Israel und der Hisbollah im Südlibanon kritisierte Syrien die Angriffe, und mehrere Waffen wurden aus dem Iran über Syrien in den Libanon für die Ausrüstung der Hisbollah geschmuggelt. Ab dem 14. Juli wurde der Libanon durch Israel mit einer vollständigen Blockade abgeriegelt. Zunächst wurde der Seezugang durch die Marine und der Luftzugang durch wiederholte Bombardierung des Beiruter und anderer Flughäfen blockiert, um zu verhindern, dass über den Luftweg aus Syrien, Iran oder anderen Staaten die Hizbollah Waffennachschub erhält. Die israelische Luftwaffe übernahm die Kontrolle des libanesischen Luftraumes. Danach wurden die Hauptverkehrswege zu Lande – etwa die Straßenverbindung über die Region Mdeiredsch nach Syrien – und Versorgungseinrichtungen durch Bombardements unterbrochen oder zerstört. Am 29. Juli 2006 teilte Israel mit, dass man eine temporäre Friedenstruppe befürworten würde, welche sicherstellt, dass die Hisbollah von den Grenzen Israels verdrängt wird, und welche die Überwachung von Libanons Grenze zu Syrien übernimmt. Am 1. August versetzte Assad die Streitkräfte in erhöhte Einsatzbereitschaft und begründete das mit der „internationalen Lage und den Herausforderungen in der Region“. Deshalb sei Wachsamkeit erforderlich, so Assad.
Am 15. August 2006 hat sich Assad offiziell zur Unterstützung der Hisbollah bekannt und die arabischen Nationen zur Unterstützung der Hisbollah aufgerufen. Weiterhin sagte er „Israel ist unser Feind und will keinen Frieden“, nannte aber gleichzeitig seine Bedingung für einen Frieden: „Friede würde bedeuten, dass Israel die besetzten Gebiete zurückgibt.“ Eine Stationierung von UNIFIL-Truppen an der libanesisch-syrischen Grenze, die Waffenlieferungen an die Hisbollah verhindern sollte, wurde am 23. August von Assad und auch beim Besuch von UN-Generalsekretär Kofi Annan am 1. September 2006 abgelehnt und würde das Verhältnis zum Libanon belasten und stelle überdies einen feindlichen Akt dar.
Vom 29. bis 31. August 2006 besuchte der venezolanische Präsident Hugo Chávez Damaskus und erklärte Syrien zum „engen Verbündeten gegen die imperialistische Aggression der USA.“ Beide Staaten unterzeichneten mehrere Wirtschaftsabkommen.
Am 19. Dezember 2006 besuchte Assad in Moskau den russischen Präsidenten Wladimir Putin, um mit ihm die Lage im Nahen Osten zu erörtern. Beide vereinbarten eine engere Zusammenarbeit. Dabei ging es in den Gesprächen auch um Rüstungskäufe und Modernisierungen für die syrische Luftwaffe und Luftabwehr. Auch die von Russland mit rund 300 Soldaten vor Ort genutzte Marinebasis Tartus soll modernisiert werden. Das wichtigste Element war der Erlass der Schulden Syriens im Umfang von 13,4 Milliarden US-Dollar, die aus früheren Rüstungskäufen von der ehemaligen Sowjetunion stammten. Bereits im März 2005 unterzeichnete der russische Ölkonzern Tatneft mit der staatlichen Syrian Petroleum Company (SPC) einen Vertrag über die Exploration und Produktion von Erdöl und Erdgas.
Am 21. November 2006 wurden die diplomatischen Beziehungen mit dem Irak wieder aufgenommen und vom 14. bis 17. Januar 2007 besuchte der irakische Präsident Dschalal Talabani Syrien.
Am 17. und 18. Februar 2007 besuchte Assad den Iran und bei einem Treffen mit Präsident Mahmud Ahmadineschad bekräftigten sie eine Ablehnung gegenüber der US-amerikanischen Nahostpolitik. Am 10. März 2007 nahm Syrien an der internationalen Irak-Konferenz in Bagdad und am 3. und 4. Mai in Scharm El-Scheich teil. Während einer Nahostreise besuchte auch Nancy Pelosi, die demokratische Sprecherin des Repräsentantenhauses der Vereinigten Staaten Damaskus, und traf auch zu Gesprächen mit Assad zusammen.

### 2. Amtsperiode 2007–2014
Bei den Parlamentswahlen am 22. und 23. April 2007 siegte erneut die Nationale Fortschrittliche Front mit der dominierenden Baath-Partei, die 172 von 250 Sitzen erhielt. Die Wahlbeteiligung lag bei 56,1 Prozent. Am 24. April 2007 wurde der Rechtsanwalt Anwar al-Bunni zu einer fünfjährigen Haftstrafe verurteilt. 2006 war al-Bunni Mitunterzeichner der Beirut-Damaskus-Erklärung, in der 274 libanesische und syrische Intellektuelle zu einer Normalisierung der Beziehungen zwischen den beiden Staaten aufriefen. Daraufhin wurde er im Mai 2006 verhaftet, als er gerade einen Posten als Direktor des Zentrums für die Entwicklung der Zivilgesellschaft antreten wollte, welches von der „Europäischen Initiative für Demokratie und Menschenrechte“ (EIDHR) der Europäischen Union mitfinanziert worden war. 2006 bezeichnete US-Präsident George W. Bush al-Bunni als politischen Gefangenen und rief die syrische Regierung vergeblich zu seiner sofortigen Freilassung auf.
Bei den Präsidentschaftswahlen am 27. Mai 2007 siegte als einziger Kandidat erneut Baschār al-Assad mit 97,6 % der Stimmen. Die Wahlbeteiligung lag hier bei 95,9 Prozent.
2007 befanden sich rund 1,2 Millionen irakische Flüchtlinge in Syrien, die sich unter anderem in den östlichen Vororten von Damaskus niederließen. Dies führte zu sozialen Problemen, da die Flüchtlinge das Gesundheits- und Bildungssystem belasteten und für einen Anstieg der Mieten verantwortlich gemacht wurden.
Am 6. September 2007 zerstörten israelische Kampfflugzeuge in der Operation Orchard die im Osten des Landes gelegene Militäranlage El Kibar. Es wird spekuliert, dass es sich bei der Anlage um einen Kernreaktor nordkoreanischer Bauart handelte. Nach Angaben der IAEO soll dort aufbereitetes Uran gefunden worden sein, was eine Verbindung zu einem geheimen Atomprogramm Syriens nahelegt. Die US-Regierung bezichtigt Syrien einer Kooperation mit Nordkorea, was von syrischer Seite aber bestritten wird.

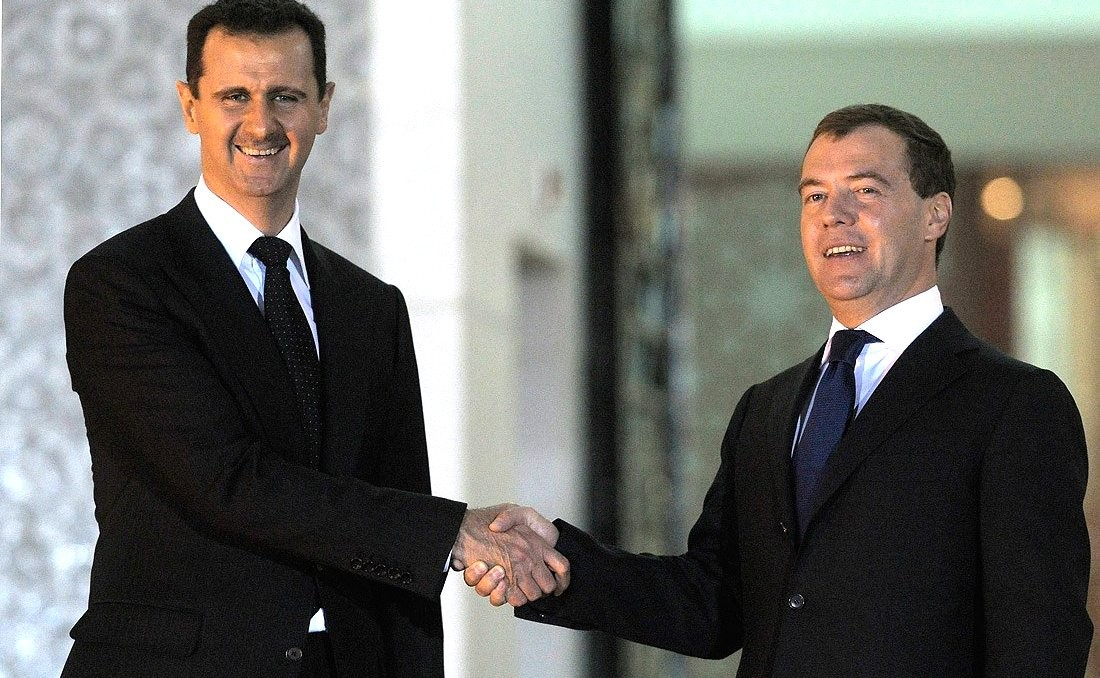
Assad mit dem russischen Präsidenten Medwedew

Am 10. Mai 2010 kam es in Syrien zum Besuch des russischen Präsidenten Dmitri Anatoljewitsch Medwedew. Russland war bis zum Zusammenbruch des Assad-Regimes Anfang Dezember 2024 einer der wichtigsten Verbündeten Syriens.
In Syrien kam es im Februar 2011 nach ersten Protestaufrufen zu Verhaftungen zahlreicher Oppositioneller.
In der Stadt Dar’a demonstrierten in den darauf folgenden Wochen tausende Menschen für politische Freiheiten und den Sturz der Regierung von Präsident Baschar al-Assad.
Auch eine Neubildung der Regierung und die Aufhebung des Ausnahmezustands im April konnten das Übergreifen der Proteste auf viele Städte landesweit nicht verhindern.
Sicherheitskräfte gingen seit Mitte März 2011 gewaltsam gegen Demonstranten vor. Im Sommer 2011 bildeten desertierende Soldaten die Freie Syrische Armee, die den Schutz von Zivilisten als Ziel angibt.
Im Februar 2012 ließ Assad ein Verfassungsreferendum durchführen. Aus der neuen Verfassung wurden sämtliche Bezüge auf den Sozialismus und den Führungsanspruch von Assads Baath-Partei entfernt. Die Opposition und internationale Beobachter sprachen jedoch von einer Farce und forderten den Rücktritt Assads.
Die Wahl zum Volksrat am 7. Mai 2012 folgt auf die Annahme einer neuen Verfassung in einem Volksentscheid am 26. Februar.
Am 23. Juli 2012 drohte das Assad-Regime damit, im Falle eines „ausländischen Angriffs“ auch Chemiewaffen einzusetzen. Es würden „niemals“ Chemiewaffen „gegen unsere eigenen Bürger“ eingesetzt werden, „nur im Fall einer ausländischen Aggression“, erklärte ein Sprecher des syrischen Außenministeriums  in Damaskus.
Am 21. April 2014 gab der Präsident des Volksrates Muhammad Dschihad al-Lahham für den 3. Juni 2014 den Termin für die Präsidentschaftswahl bekannt.

#### Syrischer Bürgerkrieg
Mit Beginn des Arabischen Frühlings Ende 2010 kam es ab 2011 zu einem Bürgerkrieg. Stand August 2012 wurden rund 11.000 Menschen getötet. Am 23. August 2011 bildete sich in Istanbul der Syrische Nationalrat, ein Oppositionsbündnis gegen das Assad-Regime. In Syrien ereignete sich Ende Mai 2012 ein Massaker in der Region Hula. International kam es zu großem Aufsehen. Als bewaffnete Oppositionsgruppe formierte sich die Freie Syrische Armee, die offenbar auch von Libyen und Saudi-Arabien unterstützt wurde.
Der Sicherheitsrat der Vereinten Nationen unter dem Vorsitz Indiens verurteilte am 3. August 2011 in einer Erklärung die Menschenrechtsverletzungen und Gewaltanwendung gegen Zivilisten in Syrien und rief „alle Seiten zum sofortigen Ende der Gewalt auf und fordern von allen Seiten größtmögliche Zurückhaltung und Abstand von Repressalien, einschließlich der Angriffe auf staatliche Institutionen“. Im Vorfeld der Erklärung hatten die Vetomächte China und Russland sowie einige andere Mitglieder des Sicherheitsrates sich gegen schärfere Formulierungen oder eine Resolution ausgesprochen.
Erklärungen (statements) des Sicherheitsrates haben geringeres Gewicht als UN-Resolutionen.
Am 4. Februar 2012 scheiterte eine von Marokko in den UN-Sicherheitsrat eingebrachte Resolution am Veto von Russland und China. Nach Angaben des russischen Außenpolitik-Experten Dmitrij Trenin empfand Russland „die Entwürfe als unausgewogen. Russlands Grundsätze sind: kein Regime-Wechsel unter Druck von außen, keine militärische Intervention, keine einseitige Verurteilung der Führung in Damaskus. Was Russland beim letzten Mal zu dem Veto bewog, war die Forderung, Assads Truppen sollten die Städte verlassen, ohne dass es eine entsprechende Forderung an die Adresse der Oppositionskräfte gab.“ Die anderen 13 Mitgliedsstaaten im UN-Sicherheitsrat unterstützten die zuvor wegen des angedrohten Vetos bereits mehrmals abgeschwächte Resolution.
Ab dem 14. April 2012 arbeiteten die Vereinten Nationen an der Entsendung einer Beobachtermission nach Syrien (UNSMIS). Aufgabe der Mission ist die Überwachung der vereinbarten Waffenruhe, die auf Initiative von Kofi Annan zustande kam. Die Beobachtermission war zunächst auf 90 Tage begrenzt und wurde in der Resolution 2059 vom 20. Juli um 30 Tage verlängert.
Im Juni 2012 bezeichnete der Chef der Friedenstruppen der Vereinten Nationen, Hervé Ladsous, den Konflikt erstmals offiziell als Bürgerkrieg.
Der Chef des militärischen Nachrichtendienstes Assef Schawkat und der syrische Verteidigungsminister Daud Radschha starben am 18. Juli 2012 in Damaskus bei einem Anschlag. Zwei Tage später erlag der syrische Geheimdienstchef Hischam al-Ichtiyar den Folgen dieses Anschlags.
Der Syrisch-Türkische Konflikt 2012 führte auch zur NATO-Operation Active Fence zum Schutz des NATO-Mitglieds Türkei.
Bis einschließlich Juli 2013 starben nach UN-Angaben mehr als 100.000 Menschen, während bis Mai 2013 eine Million Syrer aus dem Land geflohen, und vier Millionen weitere innerhalb Syriens auf der Flucht gewesen seien. Die UN-Hochkommissarin für Menschenrechte, Navi Pillay, empfahl daher, den Internationalen Strafgerichtshof anzurufen.
Am 21. August 2013 fanden in der Region Ghuta östlich von Damaskus einige Giftgasangriffe statt. Eine Untersuchung der Vereinten Nationen vor Ort wies den Einsatz des chemischen Kampfstoffs Sarin in hochkonzentrierter Form nach. Er war mittels Boden-Boden-Raketen verschossen worden.

### 3. Amtsperiode seit 2014

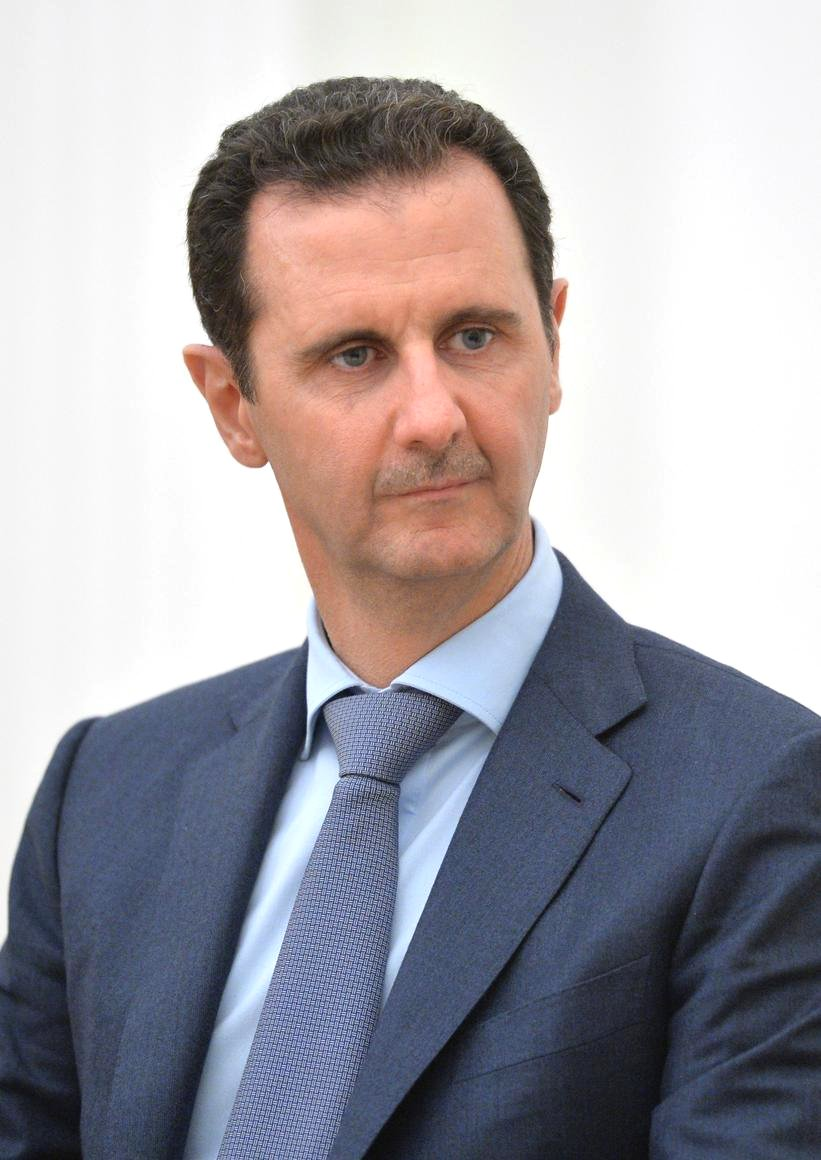
Baschar al-Assad (2015)

Aus der Präsidentschaftswahl am 3. Juni 2014 ging Baschar al-Assad erneut als Sieger hervor. Er erhielt nach offiziellen Angaben bei einer Wahlbeteiligung von 73 Prozent 88,7 Prozent der Stimmen. Seine Herausforderer Hassan Al-Nouri und Maher Al-Hajjaf kamen demnach auf 4,3 Prozent beziehungsweise 3,2 Prozent der Stimmen. Die Wahl konnte nur in den von Regierungstruppen kontrollierten Gebieten abgehalten werden. In den von Oppositionellen gehaltenen Gebieten gab es keine Wahllokale. Vertreter der Golfstaaten und westlicher Nationen lehnten die Wahl als illegitim ab.
Am 13. April erfolgte die Parlamentswahl 2016. Es war eine Neuwahl, da die Legislaturperiode nach der Wahl 2012 noch andauerte. Die Wahl wurde als Scheinwahl kritisiert und von der Opposition boykottiert. Das Parlament war nach allgemeiner Einschätzung ohne Einfluss.

#### Weitere internationale Beteiligung im Syrienkonflikt
Im Juni 2014 begannen die Vereinigten Staaten im Rahmen der Operation Inherent Resolve (OIR) mit der militärische Intervention gegen die Terrormiliz Islamischer Staat (IS) im Irak und in Syrien. Ab 22. September 2014 beteiligten sich weitere Staaten mit Streitkräften im Rahmen der Internationalen Allianz gegen den Islamischen Staat.
Am 20. September 2015 begann der russische Militäreinsatz in Syrien gegen die Terrormiliz Islamischer Staat und andere Dschihadistengruppen, der zur Stabilisierung der Regierung von Präsident Assad beitrug.
Am 24. August 2016 begann die türkische Militäroffensive in Nordsyrien 2016–2017 gegen den Islamischen Staat (IS) und die Demokratischen Kräfte Syriens (SDF).
Am 20. Januar 2018 begann die türkische Militäroffensive auf Afrin, das von kurdischen Einheiten gehalten wurde.

## Sturz des Assad-Regimes
2024 waren die Verbündeten des Assad-Regimes (das Putin-Regime in Russland und die Hisbollah im Libanon) durch den Russisch-Ukrainischen Krieg anderweitig gebunden bzw. durch den Krieg mit Israel massiv geschwächt. Es kam zu einer neuen Offensive der Rebellen unter Führung des islamistischen Bündnisses Haiʾat Tahrir asch-Scham (HTS), die am 27. November Aleppo einnahmen. Am 7./8. Dezember 2024 brach das Assad-Regime mit der Eroberung von Damaskus und der Flucht Assads nach Moskau fast ohne Widerstand zusammen.

## Nach dem Sturz des Assad-Regimes

Ahmed al-Scharaa (2025)

Nach dem Sturz des Assad-Regimes übernahm Ahmed al-Scharaa, der als Anführer der Haiʾat Tahrir asch-Scham (HTS) den Sturz des Assad-Regimes maßgeblich organisiert hatte, die politische Führung Syriens. Er kündigte die Ausarbeitung einer Verfassung und Wahlen in den nächsten vier Jahren an. Al-Scharaa war bis zur Gründung der HTS Kommandeur der dschihadistisch-salafistischen Terrororganisation al-Nusra-Front.

Im Juli 2025 brachen im Gouvernement as-Suwaida Kämpfe zwischen Drusen und Beduinen aus. Letztere wurden von Soldaten der syrischen Streitkräfte, die zuvor der HTS angehörten, unterstützt. Bei den Kämpfen kam es zu Massakern an drusischen Zivilisten.